# 上坂すみれ
上坂 すみれ（うえさか すみれ、1991年12月19日 - ）は、日本の声優・女優・タレント・歌手。
神奈川県出身。ボイスキット所属。レコードレーベルはKING AMUSEMENT CREATIVE。オフィシャルファンクラブはすみぺれんぽう。
代表作には『中二病でも恋がしたい！』（凸守早苗）、『アイドルマスター シンデレラガールズ』（アナスタシア）、『スター☆トゥインクルプリキュア』（キュアコスモ）、『イジらないで、長瀞さん』（長瀞さん）、『ガールズ&パンツァー』（ノンナ、ぴよたん）、『BanG Dream!』（白鷺千聖）などがある。

## 来歴

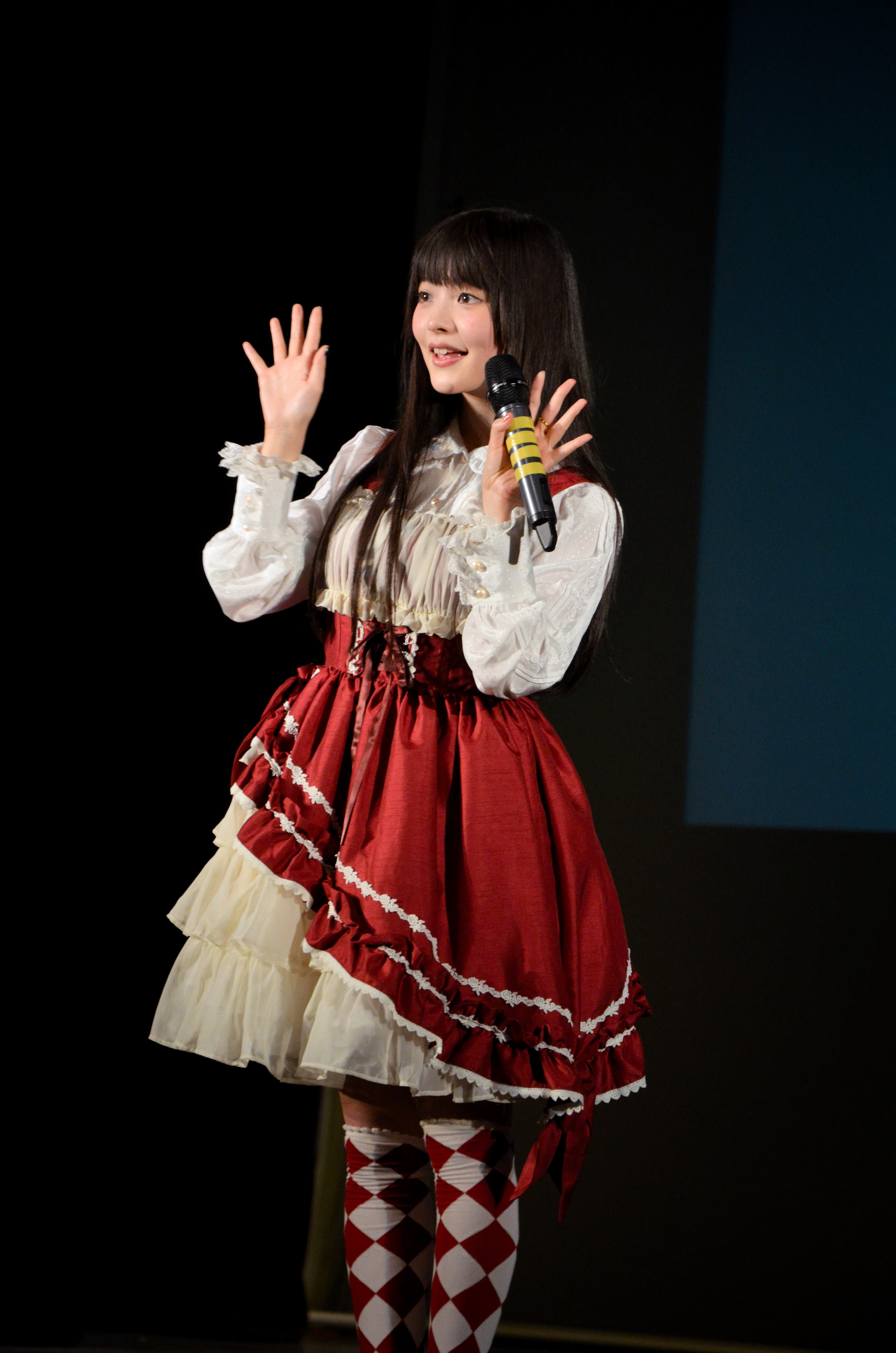
2015年7月4日、「アニコンフェスティバル」にて

小学3年生の時に受験した実用英語技能検定の帰宅途中で、スペースクラフトジュニアタレント部にスカウトされ、ヴィダルサスーンのCMに日本人として初めて出演し、子役のタレントとして活動した。
その後は声優を志望し、2011年8月12日、コミックマーケット80において、テレビアニメ『パパのいうことを聞きなさい!』の小鳥遊空役を担当することが発表され、2012年1月より放送された同作にて、本格的に声優業を開始した。なお、実際の声優デビュー作はオンラインゲーム『トイ・ウォーズ』であり、2011年8月29日から実装されたゾンビの1体・ハイドの声を担当している。
2011年10月7日より、Webラジオ『A&G NEXT GENERATION Lady Go!!』（超!A&G+）のパーソナリティとなる。
2012年4月より、上坂を「司令」に、そして『ストライクウィッチーズ』軍事考証、世界観設定の鈴木貴昭、ミリタリーライターとしても活躍する金子賢一を「参謀」に迎えたミリタリー専門企画『上坂すみれの装甲親衛歩兵連隊放送』を開始した。
2012年5月26日、マリンフェスタin船橋にて海上自衛隊の護衛艦やまゆきの一日艦長を務めた。
2012年12月、カタールで開催された第23回ドーハ国際図書展の日本ブースにゲスト参加した。上坂にとって初めての文化外交活動となった。
2013年2月11日、ニコファーレにて「上坂すみれプロジェクト決起集会vol.0」を開催した。テレビアニメ『波打際のむろみさん』オープニングテーマ「七つの海よりキミの海」でスターチャイルドよりアーティストデビューすることが発表された。
2014年、ラジオ番組内の「すみぺ的 音楽談議◆黙示録」1周年記念としてゲスト応募をしたところ、年間通して番組内でミュージシャンの平沢進についての音楽談義を多く語り、熱烈なファンであると上坂のファンに知られていたため、平沢をゲストにと応募が殺到した。平沢が運営する会社にスタッフが要望したところ実現し、ラジオ内で平沢進と共演を果たす。
2015年2月、ラジオ番組内や自身の趣味で描いたイラストを集めた展覧会「上坂すみれ イラスト原画展」が中野ブロードウェイ内のギャラリー「pixiv Zingaro」にて開催された。
2015年4月1日、オフィシャルファンクラブ「コルホーズの玉ねぎ畑」を発足した。
2016年3月、第10回声優アワードで新人女優賞を受賞した。
2017年11月30日、LINE BLOG OF THE YEAR 2017 優秀賞の受賞を発表した。
2019年6月19日、公式インスタグラムを開設した。開設理由は、Juice=Juiceの植村あかりが上坂の偽アカウントをフォローしていたことであり、その罪悪感から急遽開設することになった。
2020年8月27日、米国アカデミー賞公認・アジア最大級の国際短編映画祭「ショートショート フィルムフェスティバル＆アジア 2020」の「CGアニメーション部門」審査員を務める。
2020年8月31日、子役時代から所属していたスペースクラフト・エンタテインメントとの契約を終了した。これにともない、オフィシャルファンクラブ「コルホーズの玉ねぎ畑」も同年11月30日をもって閉鎖された。
2020年12月19日、新オフィシャルファンクラブ「すみぺれんぽう」を発足させた。
2021年3月1日、自身のTwitterで同日からボイスキットに所属したことを発表した。12月31日、日本武道館で行われた『第5回ももいろ歌合戦』に初参加した。
2022年10月から放送が開始された『うる星やつら』で平野文から引き継ぐ形で、ヒロインのラム役として出演した。なお、平野もラムの母役として出演している。ラム役はオーディションで勝ち取ったが、合格の決め手は本人にも分からない（雑誌のインタビューによる）。
2025年2月、自身がプロデュースするスクールコンセプトカフェTwilight Rouge - トワイライトルージュ – が台東区上野にオープンした。

## 人物

### 生い立ち
一人っ子である。
鎌倉女子大学初等部・鎌倉女子大学中等部・高等部出身。高校時代に旧ソ連時代の書記長演説や、旧ソ連国歌に影響を受け、ロシア語学科への進学を志すことになった。
中学・高校では「一番運動量が少なそう」という理由から紅茶愛好会に入部したが、料理部と合併するかたちで廃部となり、料理部の部員となった。
公募推薦で上智大学外国語学部ロシア語学科に入学。その後は声優・タレントとしての仕事と事務所のレッスン、そして学業を両立させる日々を送る。2012年には上智大学学業優秀賞を授与された。ただ、本人曰く「1・2年時は良い成績だったが、3・4年時では単位がギリギリで卒業した」とのこと。2014年3月27日、自身のTwitterおよび、ブログで、大学を卒業したことを報告した。
英検2級・漢検2級を所持している。

### 声優
初レギュラーであり、初ヒロイン役ともなった『パパのいうことを聞きなさい!』では非常に多くのことを学び、思い入れ深い現場になった、と振り返る。原作者の松智洋、監督の川崎逸朗らは、オーディション時「技術的にはつたなかったけど、空ちゃんだったから」という理由で上坂を抜擢したという。
『ガールズ&パンツァー』のノンナ役では特技のロシア語を披露している。本作品ではガヤのロシア語や他キャストへの発音指導なども受け持っている。また、第9話では「コサックの子守歌」を歌唱したが、これは脚本には存在せず上坂のアドリブが採用された。
役柄としては、クセのある元気な少女役を得意にしている。性悪なキャラクターでも、悪役、小悪党が好きなため、そういう要素を抽出しているという。
演じているキャラクターはひとりひとり別人のため、キャラクターと対談して歩み寄っていくように意識しており、ちゃんとした人間として捉えるようにしている。自身とかけ離れているキャラクターなどを演じる機会も多いため、そういうキャラクターの場合は少し歩み寄りが大変だったとも語っている。ただし、どのキャラクターも、自分と共通している部分はあるため、広げていくようにしているという。
尊敬する声優として桃井はるこを挙げている。桃井の曲を聴いて「今まで私が聴いてきた曲とはぜんぜん違う!!」と感銘を受けて好きになったという。その後は小学生くらいのころにテレビアニメ『ナースウィッチ小麦ちゃんマジカルて』を観て、職業としての声優に憧れを持ったという。

### 歌手
「上坂すみれプロジェクト」と題して、2013年よりスターチャイルドにて音楽活動を行なっている。2013年2月11日（建国記念の日）、ニコファーレで開催された同プロジェクト発表会にて、「革命的ブロードウェイ主義者同盟」の結成が宣言された。
同プロジェクトは、上坂が影響を受けた数々のサブカルチャーと並んで、旧ソ連の共産党体制や左翼運動をオマージュした語彙や意匠が多く用いられている。だが、その狙いは政治性ではなく「（ソ連の魅力を）ある種のファンタジーの世界観として再現できれば」としている（後述する「ロシア」「趣味」の項目、ならびに「共産趣味」「軍歌趣味」も参照）。ミュージシャンの平沢進は、上坂の初作詞曲「無窮なり趣味者集団」をラジオ共演で絶賛した（この際に上坂は嬉し涙で号泣している）。

### ロシア

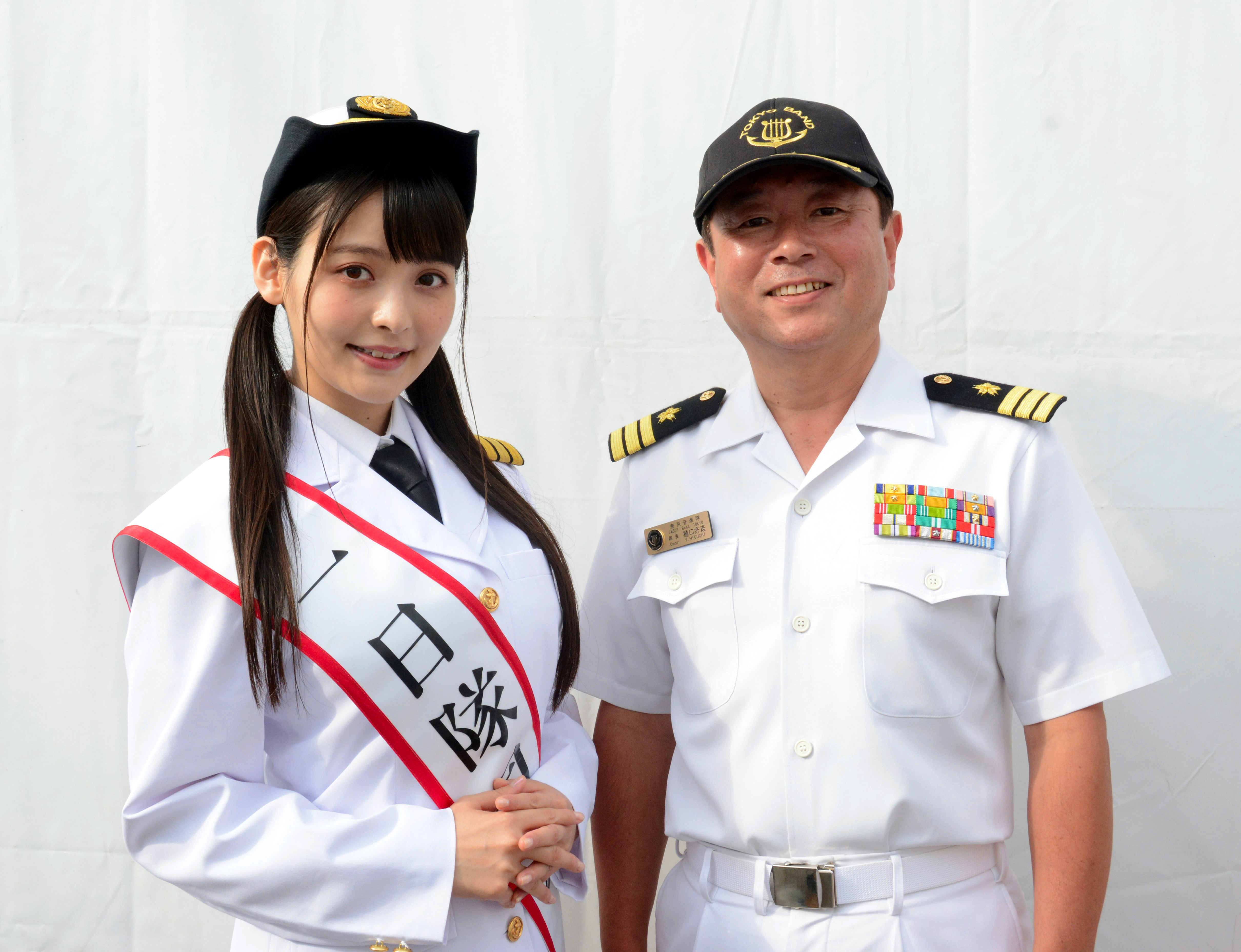
2019年10月6日、「フリートウィーク」にて海上自衛隊東京音楽隊隊長樋口好雄（右）と

ロシアやソビエト連邦が好きな共産趣味者で、ロシアについて「文学・歴史・兵器・絵画・音楽、どれも個性的で不思議な魅力に出会える国」と評している。ロシアとの「運命の出会い」は高校1年生の時、偶然耳にしたソビエト連邦の国歌に感銘を受け、ソビエト連邦の崩壊と生まれた年が1991年だったことにも運命を感じ、以後ロシア研究に没頭する。そのため、自身のブログやTwitterではしばしばキリル文字で書かれた文章が登場するほか、ラジオ・イベントなどでも「Здравствуйте（ズドラーストヴイチェ、こんにちは）」「До свидания（ダスヴィダーニヤ、さようなら）」「Спасибо（スパシーバ、ありがとう）」「Хорошо（ハラショー、すばらしい）」「Ура（ウラー、万歳）」といったロシア語表現がファンと共に用いられている。
北方領土問題については「すぐに解決する問題ではない」「20年、30年かかるかもしれない」としつつも、そのような文化外交活動によって両国の距離が縮まることで「（領土問題を）乗り越えるお手伝いがしたい」と述べている。
ロシア関連での仕事の依頼もあり、大学4年生のときに日本大使館がモスクワで主催したJ-FESTで出演したほか、東洋文庫ミュージアムの「ロマノフ王朝展」（2017年）ではオフィシャルサポーターとして、ナレーションや亀山郁夫（ロシア文学者）との対談を務め、在ユジノサハリンスク日本国総領事館主催の「サハリン日本文化デー」（2017年）では日本のアニメ文化を紹介するトークショーに出演した。
好きな政治家はヴャチェスラフ・モロトフ。ミリタリーファンでもあり、BT-5など快速戦車シリーズを特に好む。大学ではロシア語会話や帝政ロシア末期の政治を研究し、ロシア語の演劇サークルに所属し大学のゼミではソビエト連邦の赤軍黎明期を研究対象にしているという。またロシアに傾倒する以前は第三帝国に興味を持っていた。
上智大学を公募推薦で受験した際に、ロシアの前衛芸術をテーマに小論文を書き、面接でロシアへの愛を夢中で訴え合格する。

### 趣味
- 中学生以来のバイブルは荒木飛呂彦『ジョジョの奇妙な冒険』[36]。サブカルの聖地中野ブロードウェイを「わが心の故郷」と述べている[PR 21]。ただし中野駅には愛着がなく、好きな駅は都営地下鉄三田線の西高島平駅だという。理由は「語感が好きだから」[45]。
- 映画は"キョンシー映画"、大林宣彦監督の『HOUSE』などが好き[PR 22]であり、キョンシーのコスプレもしたことがある[46]。
- ロシア語と並んでイラストを特技に挙げている[PR 23]。
- ミュージシャンの平沢進と平沢進がリーダーを務めたテクノポップバンド、P-modelの大ファンである。P-MODELの歴代アルバムから平沢進のソロアルバムに核-MODELのアルバムまで精通しており、アルバム全般が好きであるが、特に「電子悲劇/〜ENOLA」が好みである。ラジオ番組「上坂すみれの乙女＊ムジカ」の放送1周年記念としてゲストに呼んでほしいアーティストを募集し、リスナーから平沢進の出演希望が大量に送られた結果、2014年にラジオ番組内の「すみぺ的 音楽談議◆黙示録」にて一度共演している。番組内では、同年に発売した平沢のソロユニット「核P-MODEL」の2作目のアルバム「гипноза」の内容を交え、アルバム制作秘話やロシア談義、高校時代の話などで盛り上がった[19]。また、Animelo Summer Live 2019にて同じ声優の楠木ともりと会話した際に、お互いが平沢進およびP-modelのファンであることがわかり、楽曲やエピソードなどの話題で盛り上がっている[47]。
- ハロー!プロジェクトの大ファン。中でもJuice=Juiceが好きだと語っている。推しメンは植村あかり[48]。

### 愛称
愛称は「すみぺ」。由来は上坂が過去に出演していた『うぇぶらじ@電撃文庫』番組内の、上坂が担当していたWikipediaを紹介するコーナー『今月のすみぺでぃあ』から来ており、メインパーソナリティーだった明坂聡美が「すみぺ」と呼ぶようになり定着した。
2012年1月には、上坂のtwitterフォロワー数が1万人（陸軍における一個師団に相当する）を突破したことから、「師団長」という愛称が定着した。

### 交友関係
自身の関心領域にのめり込み続ける上坂に対して、両親は寛容であった。とりわけ父親との関係は親密で、「お兄さんとお父さんの中間、のようなパパ」であるという。
三澤紗千香とはドラマCD『妹はお兄ちゃんと遠距離恋愛中!?』をきっかけに知り合った。ともに同年代の新人声優であり、また知り合った当時はお互い大学生であったことや同じ価値観を持っているという立場からも共感するところが多かったため、現在では公私ともに親交が深い。なお2015年に三澤は上坂と同じスペースクラフトに移籍しているが、その数年後に上坂も三澤もスペースクラフトを退所することとなる。
小倉唯・水瀬いのりとは『KING SUPER LIVE 2017 TRINITY』での共演以来関わりが増え、水瀬とは箱根へ温泉旅行に行くなど、公私ともに親交を深めている。
一方、同い年の声優・歌手である愛美とは『夜中メイクが気になったから』で共演しているが、2人の間には一向に共通項が見つからず、むしろそのことが番組内で共通のネタとなっている節があったが、2021年6月30日に声優と夜あそびに愛美がゲスト出演した際に一緒に食事やドライブに行く仲であると公表した。
「コンテンツメディアプロデューサー」として「ポップカルチャー文化外交」を手がける櫻井孝昌と親交があった。櫻井の生前には冠ラジオ番組のひとつで共にメインMCを務めた他、共著『世界でいちばんユニークなニッポンだからできること 僕らの文化外交宣言』を刊行している。櫻井の文化外交について、上坂は「日本のアニメ・漫画・ロリータファッション・アイドル・ヴィジュアル系などのポップカルチャーによって、全世界と日本が一瞬にして繋がることができる」と認識しており、自身も「ロシアと日本を繋げる架け橋の一端を担えたら、と強く思っています」と述べている。
アーバンギャルドの大ファン（「アーバンギャル」）であることを公言しており、彼らのメジャー2ndアルバム『ガイガーカウンターカルチャー』発売に際して推薦コメントを寄稿した。

### その他
「メロウ」という猫を飼っている。オスのシンガプーラで、名前の由来は上坂の好きなアニメ『機甲猟兵メロウリンク』から。2017年8月22日生まれ。
実家では「りんご」という名前のメスのパピヨンを飼っていた。上坂曰く「我が家の最高権力者」。2001年6月23日生まれ、2015年12月22日没。
中学時代にニーチェ・フロイト・ユングなどに傾倒していたことがあり、著作にも挑戦したがその難解さには歯が立たなかったという。
歌手活動の絡みで、大槻ケンヂから歌詞の提供を受けたことがあるが、当の大槻からは中川翔子に続く「残念系サブカル美少女」に認定されている。
「かわいい」と言われるのを苦手としており、代わりの言葉として「毛深い」を提案している。その理由として、両者は真反対の世界の言葉なので、言葉を置き換えている間に脳内が落ち着く、ということを挙げている。
2025年4月20日、DDTプロレス神田明神ホール大会において平田一喜を破り第1746代アイアンマンヘビーメタル級王座に就いた。その後会場出口で「ポコたんの頭」にあえなくギブアップし王座陥落となっている。

## 受賞歴
- 2016年 第10回声優アワード 新人女優賞
- 2017年 LINE BLOG OF THE YEAR 2017 優秀賞
- 2024年 第18回声優アワード インフルエンサー賞

## 出演
太字はメインキャラクター。

### テレビアニメ
2011年
- プリティーリズム・オーロラドリーム（お嬢様C）

2012年
- パパのいうことを聞きなさい!（小鳥遊空）
- 戦国コレクション（殲滅姫・最上義光）
- ココロコネクト（瀬戸内薫）
- 超速変形ジャイロゼッター（2012年 - 2013年、月里キラリ〈光〉、久堂エリカ）
- 中二病でも恋がしたい！（2012年 - 2014年、凸守早苗） - 2シリーズ
- ガールズ&パンツァー（2012年 - 2013年、ノンナ、ぴよたん）

2013年
- GJ部（2013年 - 2014年、神無月環） - 1シリーズ + 特別編
- げんしけん 二代目（吉武莉華）
- 波打際のむろみさん（隅田さん）
- ファンタジスタドール（羽月まない、のほほん）
- ムシブギョー（いろり）
- 世界でいちばん強くなりたい!（小宮山紅亜）
- アウトブレイク・カンパニー（エルビア・ハーナイマン）
- いとしのムーコ シリーズ（2013年 - 2016年、玲奈ちゃん） - 3シリーズ

2014年
- ノブナガン（ガリレオ・ガリレイ）
- 鬼灯の冷徹（2014年 - 2018年、ピーチ・マキ） - 3シリーズ
- 犬神さんと猫山さん（犬神八千代）
- 月刊少女野崎くん（さゆり）
- 魔弾の王と戦姫（ティッタ）
- クロスアンジュ 天使と竜の輪舞（2014年 - 2015年、モモカ・荻野目）
- 俺、ツインテールになります。（テイルレッド / ソーラ・ミートゥカ）
- ガールフレンド（仮）（ユーリヤ・ヴャルコワ）

2015年
- 艦隊これくしょん -艦これ-（吹雪、蒼龍、飛龍）
- DOG DAYS"（シャル）
- アイドルマスター シンデレラガールズ（アナスタシア） - 2シリーズ
- SHOW BY ROCK!!（2015年 - 2016年、チュチュ） - 3シリーズ
- てさぐれ!部活もの すぴんおふ プルプルんシャルムと遊ぼう（小此木友美）
- プラスティック・メモリーズ（海松エル）
- オーバーロード（2015年 - 2022年、シャルティア・ブラッドフォールン） - 4シリーズ
- 下ネタという概念が存在しない退屈な世界（月見草朧）
- コンクリート・レボルティオ〜超人幻想〜（2015年 - 2016年、星野輝子） - 2シリーズ
- キュートランスフォーマー さらなる人気者への道（アーシー）

2016年
- 生誕20周年記念 ビーストウォーズ復活祭への道（アーシー）
- 無彩限のファントム・ワールド（川神舞）
- ラクエンロジック（アテナ）
- なめこ〜せかいのともだち〜（なめリョーシカ）
- テラフォーマーズ リベンジ（アナスタシア・A・ポリトコフスカヤ）
- RS計画 -Rebirth Storage-（御堂結絃）
- アンジュ・ヴィエルジュ（アゲハ・サナギ）
- この美術部には問題がある!（コレット、マジカルリボンの友人）
- ツキウタ。 THE ANIMATION（天童院椿）
- ViVid Strike!（ユミナ・アンクレイヴ）

2017年
- 超・少年探偵団NEO（花崎マユミ）
- CHAOS;CHILD（尾上世莉架）
- ハンドシェイカー（チヅル / 三津寺千鶴）
- ベイブレードバースト ゴッド（沖中あたる）
- それいけ!アンパンマン（2017年 - 2023年、いちごだいふくちゃん）
- アイドルマスター シンデレラガールズ劇場（2017年 - 2019年、アナスタシア） - 4シリーズ
- バトルガール ハイスクール（火向井ゆり）
- 異世界食堂（2017年 - 2021年、アレッタ） - 2シリーズ
- アホガール（風紀委員長）
- 地獄少女 宵伽（湯川麻子）
- 異世界はスマートフォンとともに。（2017年 - 2023年、リーン） - 2シリーズ
- URAHARA（白子まり）
- いぬやしき（犬屋敷麻理）
- シルバニアファミリー ミニストーリー（2017年 - 2020年、シマネコの女の子、ショコラウサギの赤ちゃん、ショコラウサギのふたごちゃん、クレムちゃん） - 4シリーズ

2018年
- ポプテピピック（2018年 - 2021年、ピピ美〈第3話Aパート / 再放送・リミックス版第8話Aパート〉、夕陽ころな）
- キリングバイツ（稲葉初〈ラビ〉）
- 蒼天の拳 REGENESIS（エリカ・アレント） - 2シリーズ
- ぱすてるらいふ（白鷺千聖）
- BanG Dream! ガルパ☆ピコ（2018年 - 2022年、白鷺千聖） - 3シリーズ
- 音楽少女（迎桐）
- 軒轅剣 蒼き曜（龍澄）
- 寄宿学校のジュリエット（アン・サイベル）
- ひもてはうす（新井みなも）
- グラゼニ（篠山）

2019年
- BanG Dream!（2019年 - 2022年、白鷺千聖） - 2シリーズ + 1作品
- グリムノーツ The Animation（カーリー、ドゥルシネーア、ジム・ホーキンズ、鬼姫）
- W'z《ウィズ》（チヅル / 東千鶴）
- なんでここに先生が!?（児嶋加奈）
- 異世界かるてっと（2019年 - 2020年、シャルティア） - 2シリーズ
- キャロル&チューズデイ（アンジェラ）
- 川柳少女（花買タオ）
- スター☆トゥインクルプリキュア（2019年 - 2020年、ユニ / マオ / ブルーキャット / キュアコスモ）
- 荒ぶる季節の乙女どもよ。（曾根崎り香）
- コップクラフト（吸血鬼）
- アズールレーン（2019年 - 2020年、クイーン・エリザベス、ウォースパイト、サラトガ、明石）
- どるふろ -狂乱篇-（2019年 - 2020年、PPS-43、PPSh-41、マカロフ）

2020年
- 恋する小惑星（森野真理）
- はてな☆イリュージョン（桔梗院心美）
- 虚構推理（七瀬かりん）
- 群れなせ!シートン学園（姉谷アン）
- 社長、バトルの時間です!（ヴァル美）
- メジャーセカンド（藤井千里）
- 新サクラ大戦 the Animation（ホワン・ユイ）
- Lapis Re:LiGHTs（カミラ）
- うまよん（アグネスタキオン〈Dr.マッドタキオン〉）
- レヱル・ロマネスク（2020年 - 2023年、すずしろ） - 2シリーズ
- 戦翼のシグルドリーヴァ（御厨・小町）
- いわかける! - Sport Climbing Girls -（笠原好）
- ぐらぶるっ!（ハレゼナ）
- トニカクカワイイ（2020年 - 2023年、有栖川綾） - 2シリーズ

2021年
- SHOW BY ROCK!! STARS!!（チュチュ）
- EX-ARM エクスアーム（鹿王院千景）
- アズールレーン びそくぜんしんっ!（明石）
- 蜘蛛ですが、なにか?（魔王アリエル）
- イジらないで、長瀞さん（2021年 - 2023年、長瀞さん） - 2シリーズ
- キラッとプリ☆チャン（めるママ）
- 乙女ゲームの破滅フラグしかない悪役令嬢に転生してしまった…X（スザンナ・ランドール / ラーナ・スミス）
- かげきしょうじょ!!（杉本紗和）
- 平穏世代の韋駄天達（ニッケル）
- 戦乙女の食卓II（シン・マール）
- ジャヒー様はくじけない!（魔法少女）
- 小林さんちのメイドラゴンS（クロエ）
- おじゃる丸（2021年 - 、だっちゃ）
- キミとフィットボクシング（マルティーナ）
- takt op.Destiny（ワルキューレ）
- プラオレ!〜PRIDE OF ORANGE〜（マヤ・ウォーカー）
- 吸血鬼すぐ死ぬ（アラネア）

2022年
- ドールズフロントライン（PPSh-41、PPS-43、モシン・ナガン）
- プリンセスコネクト!Re:Dive Season 2（スズナ）
- 八十亀ちゃんかんさつにっき 4さつめ（東風樫湘）
- 恋は世界征服のあとで（橋本杏奈）
- ブッチギレ!（アキラ〈白〉）
- ハナビちゃんは遅れがち（高輪バーサス戦）
- うる星やつら (2022)（2022年 - 2024年、ラム） - 2シリーズ
- 名探偵コナン（今村佐代子）
- 「艦これ」いつかあの海で（2022年 - 2023年、冬月、改装工廠音声）

2023年
- スパイ教室（ティア） - 2シリーズ
- 神無き世界のカミサマ活動（シルリル）
- 私の百合はお仕事です!（綾小路美月）
- 六道の悪女たち（向日葵乱奈）
- 東京ミュウミュウ にゅ〜♡（皆川理香）
- 女神のカフェテラス（2023年 - 2024年、幕澤橘花） - 2シリーズ
- てんぷる（カグラ・ボールドウィン）
- ティアムーン帝国物語〜断頭台から始まる、姫の転生逆転ストーリー〜（ミーア・ルーナ・ティアムーン）
- 君のことが大大大大大好きな100人の彼女（2023年 - 2025年、花園羽々里） - 2シリーズ
- ゴブリンスレイヤーII（女商人）

2024年
- SHAMAN KING FLOWERS（アルミ・ニウムバーチ）
- アンデッドアンラック（友才）
- スナックバス江（三沢）
- ROLY POLY PEOPLES（ケリー）
- 夜のクラゲは泳げない（みー子）
- 変人のサラダボウル（水沢夢）
- 時々ボソッとロシア語でデレる隣のアーリャさん（2024年 - 2026年、アーリャ〈アリサ・ミハイロヴナ・九条〉） - 2シリーズ
- グレンダイザーU（弓さやか）
- キン肉マン 完璧超人始祖編（2024年 - 2025年、ミートくん、ビビンバ） - 2シリーズ
- 負けヒロインが多すぎる!（甘夏古奈美）
- キミと僕の最後の戦場、あるいは世界が始まる聖戦 Season II（2024年 - 2025年、王女ミラ）
- 甘神さんちの縁結び（2024年 - 2025年、甘神夜重）
- 精霊幻想記2（シャルロット＝ガルアーク）

2025年
- おいでよ魔法少女村（不法占拠）（晴耕）
- 履いてください、鷹峰さん（絵梨依・エバーグリーン）
- LAZARUS ラザロ（インガ）
- ばっどがーる（毛利りん）
- ぷにるはかわいいスライム（ジュレ）
- 無職の英雄 〜別にスキルなんか要らなかったんだが〜（リリア）
- 忍者と極道（ガムテ）

### 劇場アニメ
2010年代
- 中二病でも恋がしたい!シリーズ（2013年 - 2018年、凸守早苗） - 2作品
- ガールズ&パンツァー 劇場版（2015年、ノンナ、ぴよたん）
- 劇場版 艦これ（2016年、吹雪、蒼龍、飛龍）
- 劇場版 生徒会役員共（2017年 - 2021年、森ノゾミ） - 2作品
- 劇場版 マジンガーZ / INFINITY（2018年、リサ）
- BanG Dream! FILM LIVE / 2nd Stage（2019年 - 2021年、白鷺千聖） - 2作品
- 映画 スター☆トゥインクルプリキュア 星のうたに想いをこめて（2019年、ユニ / キュアコスモ）

2020年代
- 映画 プリキュアミラクルリープ みんなとの不思議な1日（2020年、ユニ / キュアコスモ）
- フラ・フラダンス（2021年、カピリナなずな）
- 劇場版 BanG Dream! ぽっぴん'どりーむ!（2022年、白鷺千聖）
- RE:cycle of the PENGUINDRUM（2022年、プリンチュペンギン） - 前後編
- 劇場版 異世界かるてっと 〜あなざーわーるど〜（2022年、シャルティア）
- 劇場版Re:STARS 未来へ繋ぐ2つのきらぼし（2023年、メイサ）
- 機動戦士ガンダムSEED FREEDOM（2024年、イングリット・トラドール）
- 大室家（2024年、園川めぐみ） - 2作品
- ウマ娘 プリティーダービー 新時代の扉（2024年、アグネスタキオン）
- 劇場版 僕とロボコ（2025年、ロボコ〈ラブコメの世界線〉）
- ヴァージン・パンク Clockwork Girl（2025年、ヴェスパ）

### OVA
2013年
- 中二病でも恋がしたい！（2013年 - 2014年、凸守早苗） - 2シリーズ
- 波打際のむろみさん（隅田さん） - コミックス第9巻DVD付特装版
- パパのいうことを聞きなさい!（2013年 - 2015年、小鳥遊空） - 小説第13・18巻OVA付限定版

2014年
- ムシブギョー（いろり） - 「常住戦陣!!ムシブギョー」コミックス第16巻OVA付き特別版

2015年
- DOG DAYS"（シャル）
- 鬼灯の冷徹（ピーチ・マキ） - コミックス第18・19巻DVD付き限定版

2016年
- アイドルマスター シンデレラガールズ 特別編（アナスタシア）
- 亜人「中村慎也事件」（絵美） - 単行本第8巻限定版
- 「英雄」解体（倉敷隘路）
- オーバーロード（シャルティア・ブラッドフォールン） - 小説第11巻Blu-ray付き特装版
- 生徒会役員共*（森）
- ばくおん!!（早川ひかり） - 単行本第9巻特装版
- 無彩限のファントム・ワールド 番外編（川神舞）

2017年
- ViVid Strike!（ユミナ・アンクレイヴ） - Blu-ray/DVD第2・4巻に収録
- CHAOS;CHILD SILENT SKY（尾上世莉架）
- ハンドシェイカー EX（チヅル / 三津寺千鶴）
- ガールズ&パンツァー 最終章（2017年 - 2023年、ぴよたん、ノンナ、入間アンナ、勝矢メグ）

2018年
- ウマ娘 プリティーダービー BNWの誓い（アグネスタキオン）

2019年
- なんでここに先生が!? 13時限目（児嶋加奈） - Blu-ray BOXに収録
- 嫌な顔されながらおパンツ見せてもらいたい2（早川菜摘）

2020年
- ゴブリンスレイヤー -GOBLIN'S CROWN-（令嬢剣士）
- 刀使ノ巫女 刻みし一閃の燈火（山城由依） - 前後編

2021年
- トニカクカワイイ 〜SNS〜（有栖川綾）
- うまよん（アグネスタキオン） - Blu-ray BOX新作ショートアニメ
- 秘封活動記録 -運命- 上（レミリア・スカーレット）

2022年
- 小林さんちのメイドラゴンS（クロエ） - 番外編

2023年
- OVA アズールレーン Queen's Orders（クイーンエリザベス、ウォースパイト、明石、ドイッチュラント）
- てんぷる（カグラ・ボールドウィン） - 上・下の巻

### Webアニメ
2010年代
- SHOW BY ROCK!!（2013年、チュチュ）
- 攻殻機動隊 ARISE（チャンネル5.5版）（2014年、草薙素子）
- アイドロップス（2016年、イプシロン-アミノカプロン酸）
- 弱酸性ミリオンアーサー（2016年 - 2018年、オルトリート、居合アーサー）
- アイドルマスター シンデレラガールズ劇場 火曜シンデレラシアター / Extra Stage（2017年 - 2021年、アナスタシア、オバケ） - 2シリーズ
- 人力戦艦!?汐風澤風（2017年、澤風）
- YOKOHAMA GREEN BATON PROJECT「未来色の風景」（2017年12月、咲織）
- 食べちゃったっていいのにな!（2018年、なめこ"N1号"〈きのこ〉）
- ポプテピピック×日本中央競馬会JRA「ポプテピ記念」（2018年、ピピ美〈前半〉）
- メギド72 The short animation 長き戦旅の傍らで（2019年、シャックス）

2020年代
- ぜつめつきぐしゅんっ。（2020年、パンダしゅん）
- 幼女社長（2021年 - 2023年、軽井沢ユキ） - 2シリーズ
- がんばれ同期ちゃん（2021年、後輩ちゃん）
- ブッチギレ! ミニアニメ（2022年、アキラ）
- ROLY POLY PEOPLES（2022年 - 2023年、ケリー）
- うまゆる（2022年 - 2023年、アグネスタキオン）
- トニカクカワイイ（2022年 - 2023年、有栖川綾） - 2シリーズ
- イジらないで、長瀞さん 2nd Attack mini（2023年、長瀞さん）
- がんばれ!くろーむ（2024年、くろーむ）

### ゲーム
2011年
- トイ・ウォーズ（ハイド）

2012年
- ガールフレンド（仮）（2012年 - 2023年、ユーリヤ・ヴャルコワ）
- ゲームでも、パパのいうことを聞きなさい!（小鳥遊空）
- ココロコネクト ヨチランダム（瀬戸内薫）
- コープスパーティー -THE ANTHOLOGY- サチコの恋愛遊戯♥Hysteric Birthday 2U（古林蘭）

2013年
- アイドルマスター シンデレラガールズ（2013年 - 2022年、アナスタシア） - 13作品
- 艦隊これくしょん -艦これ-（2013年 - 2024年、蒼龍、飛龍、吹雪、白雪、初雪、深雪、叢雲、白雲、磯波、浦波、冬月、稲木 他） - 3作品
- 新星のグランドユニオン（P.P.プディング）
- 星霜のアマゾネス（シンイリ）
- 超速変形ジャイロゼッター アルバロスの翼（久堂エリカ）
- ファントムブレイカー:エクストラ（ソフィア・カルガノワ）
- マジカルバトルフェスタ（幼魔アルビス）
- メダロットDUAL（ナビゲーションボイス）
- 嫁コレ（上坂すみれ、チュチュ）
- リング☆ドリーム 女子プロレス大戦（シュバルツ・ネーベル）

2014年
- ウチの姫さまがいちばんカワイイ（蒼姫 クラリス・ラピス）
- おつかえ乙女!（清澄セイラ）
- ガールズ&パンツァー 戦車道、極めます!（ぴよたん、ノンナ）
- CHAOS;CHILD（尾上世莉架）
- グラナド・エスパダ（イリュージョン）
- SILENT SCOPE BONE-EATER（シモーヌ・スタルカ）
- シャリーのアトリエ 〜黄昏の海の錬金術士〜（シャルロッテ・エルミナス）
- 白猫プロジェクト（テトラ・ハートカード）
- 神撃のバハムート（エフェメラ）
- スカイ・ロア（メディア）
- 絶対絶望少女 ダンガンロンパ Another Episode（煙蛇太郎）
- 超女神信仰 ノワール 激神ブラックハート（リッド）
- ヴィーナスダンジョン（ネロ、諸葛孔明、ドラキュラ三世）
- World of Tanks（ノンナ） - 追加ボイスパッチ

2015年
- あやかし百鬼夜行（尾光）
- オルタンシア・サーガ -蒼の騎士団-（ニルス、オフェリー）
- 音速少女隊 -Photon Angels-（ターニャ、イーニャ、リーナ）
- ガールズ&パンツァー 戦車道大作戦!（ノンナ）
- 家電少女（ビジュアルメモリ）
- クロスアンジュ 天使と竜の輪舞tr.（モモカ・荻野目）
- ケイオスドラゴン 混沌戦争（ベルリオーズ）
- 喧嘩番長6〜ソウル&ブラッド〜（手島美咲）
- ゼノブレイドクロス（アバターボイス〈アホドジ〉）
- 戦国アスカZERO（咲姫）
- 戦国姫譚MURAMASA-雅-（武田信玄）
- たんさくえすと!（かおり）
- バトルガール ハイスクール（火向井ゆり）
- ビーナスイレブンびびっど！（アルテミス、クリスティナ）
- プリンセスコネクト!（美波鈴奈）
- ミリ姫大戦 −Militärische Mädchen−（ザイツェフ、ナイディン）
- メイデンクラフト（天津川亜依莉）
- ラングリッサー リインカーネーション -転生-（エルマ・ミンスター）

2016年
- AKIBA'S BEAT（真田コトミ）
- アリスオーダー（マリーヤ・バザロワ、ニーナ・バザロワ）
- 一血卍傑-ONLINE-（ツクヨミ）
- 英雄伝説 暁の軌跡（リーヴ）
- エンドライド -X fragments-（ハクジ）
- オルタナティブガールズ（柊つむぎ）
- 幻獣契約クリプトラクト（ドロシー、クリスタ）
- 神獄塔 メアリスケルター（アリス）
- crossbeats REV. SUNRISE（燦）
- グランブルーファンタジー（2016年 - 2023年、ハレゼナ、アナスタシア）
- グリムノーツ（カーリー、ジム・ホーキンズ、カオス・ジム、ドゥルシネーア姫、鬼姫、フラムベイユ）
- 限界凸旗 セブンパイレーツ（ワッフル）
- ザクセスヘブン（ビジュアルメモリ）
- 三国志大戦 第2期（郭皇后、馬姫、孫尚香、周姫、虞氏、曹華 他）
- スターオーシャン:アナムネシス（イヴリーシュ / リーシュ、すみリーシュ）
- スターリーガールズ（シリウス）
- 蒼空のリベラシオン（ピピ）
- ドリフトガールズ（水無美羽）
- 弩龍戦機（暴龍のキリカ）
- 秘宝探偵キャリー
- Heaven×Inferno（マリオフ）
- プラスティック・メモリーズ（海松エル）
- 編隊少女 -フォーメーションガールズ-（アレクサンドリーナ・ポクルィシキナ）
- 魔法陣少女 ノブナガサーガ（ラスプーチン）
- ヤマトクロニクル覚醒（オモイカネ）

2017年
- アナザーエデン 時空を超える猫（シュゼット）
- おどりたが〜る! -祭り短し踊れよ乙女-（神崎司）
- CHAOS;CHILD らぶchu☆chu!!（尾上世莉架）
- クロノスエイジ（ベス）
- 戦艦少女R（ヴェールヌイ、キーロフ、響、レシーテリヌイ）
- バンドリ！ ガールズバンドパーティ！（2017年 - 2023年、白鷺千聖）
- Pretty Plant（クロア）
- ましろウィッチ 真夜中のメルヒェン（朝日向万那）
- ミリオンアーサー アルカナブラッド（居合アーサー）
- アズールレーン / クロスウェーブ（2017年 - 2019年、サラトガ、クイーン・エリザベス、ウォースパイト、明石、ドイッチュラント、キーロフ） - 2作品
- New みんなのGOLF（ユカ）
- SHOW BY ROCK!!（チュチュ）
- ベイブレードバースト ゴッド（沖中あたる）
- 最終戦艦withラブリーガールズ（シュルクーフ、最上）
- カウンターストライクオンライン2（リサ / ユリ）
- セヴンデイズ あなたとすごす七日間（御巫千夜子）
- CARAVAN STORIES（レーナ）
- メギド72（2017年 - 2023年、シャックス）
- 放置少女〜百花繚乱の萌姫たち〜（弓将）
- Shadowverse（2017年 - 2022年、エフェメラ、ホワイトスワン・オデット、緋色の剣士、ライナ、ハレゼナ、ソウルガイド、アストラルダンサー、アグネスタキオン）

2018年
- 刀使ノ巫女 刻みし一閃の燈火（山城由依）
- ORDINAL STRATA -オーディナル ストラータ-（オルディナ）
- ストリートファイターV アーケードエディション（ファルケ）
- プリンセスコネクト！Re:Dive（2018年 - 2024年、スズナ / 美波鈴奈）
- デスティニーチャイルド（モーガン）
- ガールズ&パンツァー ドリームタンクマッチ（ノンナ、ぴよたん）
- こえかつ（雨音和）
- 御城プロジェクト:RE（ペテルゴフ宮殿）
- 三国BASSA!!（張飛）
- 八月のシンデレラナイン（エレナ・スタルヒン）
- アビス・ホライズン（大和、ガングート、ヴァリヤーク）
- 神獄塔 メアリスケルター2（アリス）
- ファンタジーライフ オンライン
- ファイナルファンタジーXV（サラ）
- ゲシュタルト・オーディン（鬼灯クルミ）
- プレカトゥスの天秤（レベッカ・キャロル）
- Fit Boxing / 2 -リズム&エクササイズ-（2018年 - 2020年、マルティーナ） - 2作品
- アルピエル（リーシャ）
- りっく☆じあーす（シャルティア・ブラッドフォールン）

2019年
- ネルケと伝説の錬金術士たち 〜新たな大地のアトリエ〜（シャルロッテ・エルミナス）
- 47 HEROINES（大野芽衣）
- デッド オア アライブ6（NiCO）
- MASS FOR THE DEAD（シャルティア・ブラッドフォールン）
- ラングリッサー モバイル（2021年 - 2023年、シャルティア・ブラッドフォールン、エルマ / 天祐の使徒）
- グランドサマナーズ（2019年 - 2022年、ロゼッタ、シャルティア）
- スーパーロボット大戦T（リサ）
- エンゲージプリンセス〜眠れる姫君と夢の魔法使い〜（クラリッサ）
- 非人類学園 Extraordinary Ones（琰蘿）
- Witch's Weapon-魔女兵器-（リリヤ・トリグラファ）
- 鬼灯の冷徹〜地獄のパズルも君次第〜（ピーチ・マキ）
- ガーディアン・プロジェクト（愛宕）
- モンスターストライク（2019年 - 2024年、シャーロック・ホームズ、えびす、イングリット・ トラドール）
- アルカ・ラスト 終わる世界と歌姫の果実（カサドラ）
- プリキュア つながるぱずるん（ユニ / キュアコスモ）
- 音乐少女（迎桐）
- ブラウンダスト（テイラー）
- 英雄伝説 暁の軌跡モバイル（リーヴ）
- ゼノンザード（レイチ・ワンダーコール）
- デモンエクスマキナ（リグレット）
- クイズRPG 魔法使いと黒猫のウィズ（アーシュ・シンデレラ）
- 時の歌-終焉なきソナタ-（グロリア）
- 社長、バトルの時間です!（ヴァル美）
- 錬神のアストラル（稲田菖蒲）
- ワールドフリッパー（ベルセティア、コルト）
- CODE:SEED -星火の唄-（エジソン）
- 新サクラ大戦（ホワン・ユイ）
- アクション対魔忍（由利翡翠）

2020年
- 龍が如く7 光と闇の行方（向田紗栄子、菜乃葉）
- マリオ&ソニック AT 東京2020オリンピック アーケードゲーム（ナビゲーションボイス）
- ダンジョンに出会いを求めるのは間違っているだろうか 〜メモリア・フレーゼ〜（令嬢剣士）
- 東方スペルバブル（レミリア・スカーレット）
- ART CODE SUMMONER（ミケランジェロ・ブオナローティ）
- ゴブリンスレイヤー THE ENDLESS REVENGE（令嬢剣士）
- 三国志ヒーローズ（孫尚香）
- SHOW BY ROCK!! Fes A Live（チュチュ）
- Cytus II（PAFF〈パフ〉）
- ファイナルファンタジーVII リメイク（キリエ・カナン）
- ロストディケイド（2020年- 2021年、シャルロット、ヒナ）
- 東方LostWord（レミリア・スカーレット、東風谷早苗、西行寺幽々子）
- 阿卡迪亞（茱莉亞、米蘭達）
- エコーズオブパンドラ（KV-5、フィールドキッチン）
- マギアレコード 魔法少女まどか☆マギカ外伝（香春ゆうな）
- LYN: The Lightbringer（リア）
- レッド：プライドオブエデン（モニカ、ヌエット）
- 東方キャノンボール（火焔猫燐）
- ドラゴンクエストライバルズ（ムーンブルクの王女）
- エースアーチャー（ヌト）
- ファイナルファンタジー・クリスタルクロニクル リマスター（ミラ） - DLC追加キャラクター
- セイクリッドブレイド（レイチェル）
- 三國志 覇道（盧蓮香）
- ヴァルキリーコネクト（シャルティア・ブラッドフォールン）
- 神獄塔 メアリスケルターFinale（アリス）
- ソードマスターストーリー（ユイ、ルシファー）
- 天姫契約〜ファイナルプリンセス〜（薫）
- World of Warships:Legends（クイーン・エリザベス）

2021年
- アイドルマスター ポップリンクス（アナスタシア）
- ビビッドアーミー（イース）
- バディミッション BOND（スイ）
- アイドルエンジェルス 〜Aegis of Fate〜（パンドラ、大国主、ヌト）
- ウマ娘 プリティーダービー（2021年 - 2024年、アグネスタキオン）
- 戦姫コマンドー（マーリン）
- 世界革命RPG ロードオブヒーローズ（ロザンナ）
- SAMURAI SPIRITS（高嶺響） - DLC追加キャラクター
- ソードブレイド 江湖幻想（任盈盈）
- ブラック・サージナイト（夕立）
- リネージュ2M（アイリーン）
- 白夜極光（ミジャード、スカーレイ、レスター）
- フィギュアストーリー（エリクシア、ユウナ）
- Re:ゼロから始める異世界生活 禁書と謎の精霊（フェネ）
- 新すばらしきこのせかい（カノン）
- 異世界かるてっと 〜激突! ぱずるすくーる〜（シャルティア）
- 終末のアーカーシャ（ソフィア）
- 東方ダンマクカグラ（宇佐見菫子）
- きららファンタジア（2021年 - 2022年、森野真理）
- ステート・オブ・サバイバル（七海）
- ラグナドール 妖しき皇帝と終焉の夜叉姫（2021年 - 2023年、雪女、ラム）
- スーパーロボット大戦30（リサ）
- 機動戦士ガンダム バトルオペレーション コードフェアリー（リリス・エイデン）
- Revived Witch（Goorveig）
- Fate/Grand Order（2021年 - 2022年、出雲阿国）
- グランサガ（ヒフォクス、フラミンゴ）
- ラピスリライツ 〜この世界のアイドルは魔法が使える〜（カミラ）
- 異世界に飛ばされたらパパになったんだが 〜 精霊騎士団物語 〜（スノーアイス）

2022年
- 阿卡夏計劃（安德莉亞）
- 共闘ことばRPG コトダマン（2022年 - 2023年、シャーロック・ホームズ、シャルティア・ブラッドフォールン）
- ヴェルヴェット・コード（サラトガ、雪風）
- ミコノート はれときどきけがれ（カミムスビ）
- プリコネ！グランドマスターズ（スズナ）
- 神界奇伝〜八百万神の幻想譚〜（玉藻）
- 燐光のレムリア 星空の絆（ルリ、ラピア）
- パズルガールズ（リラ）
- モンスターハンターライズ：サンブレイク（ルーチカ）
- 蒼き雷霆 ガンヴォルト 鎖環（プラド）
- 東方アルカディアレコード（古明地こいし）
- ディオフィールド クロニクル（ユーマリダ・バリアス）
- エタクロニクル（アイシクル）
- メメントモリ（ロザリー）
- Echocalypse -緋紅の神約-（フェンリル）
- 勝利の女神:NIKKE（エクシア、ドレイク）
- ソードアート・オンライン ヴァリアント・ショウダウン（ライラ）
- ブラック★ロックシューター FRAGMENT（エネース）
- SAMURAI MAIDEN -サムライメイデン-（刃鋼）
- ミシックヒーローズ（アテナ）

2023年
- チュウニズム サン（リー・メイメイ）
- モンスターユニバース（ティタ）
- エロイカ（ソレア）
- デカロン（トリエミューズ）
- 雀魂（如月彩音、嵐星）
- マジデス壊 魔法少女マジカルデストロイヤーズ（ピース）
- 機動戦士ガンダム U.C. ENGAGE（リリス・エイデン）
- ドラゴンポーカー（シャルティア）
- キュービックスターズ（シャーロック・ホームズ）
- みんなで早押しクイズ（碧海ヒマリ）
- takt op. 運命は真紅き旋律の街を（ワルキューレ）
- ドラゴンネスト2：エボリューション（アーチャー）
- 機動戦士ガンダム エクストリームバーサス2（2023年 - 2025年、ネイア・e・ピケ） - 2作品
- ブルーアーカイブ -Blue Archive-（2023年 - 2024年、鬼怒川カスミ）
- D×2 真・女神転生 リベレーション（シャルティア）

2024年
- レスレリアーナのアトリエ 〜忘れられた錬金術と極夜の解放者〜（シャルロッテ）
- 龍が如く8（向田紗栄子）
- 転生したらスライムだった件 魔王と竜の建国譚（シャルティア）
- ファイナルファンタジーVII リバース（キリエ・カナン）
- 百英雄伝（メリサ、プミー）
- モンソニ!（2024年 - 2025年、えびす）
- ファイアーエムブレム ヒーローズ（2024年 - 2025年、ヘイズルーン）
- 時々ボソッとロシア語でデレる隣のアーリャさん パズルパーティー！（アリサ・ミハイロヴナ・九条）
- カルドアンシェル（プラド）
- ウマ娘 プリティーダービー 熱血ハチャメチャ大感謝祭!（アグネスタキオン） - DLC追加キャラクター
- 魔女のふろーらいふ（サウルナ）

時期不明
- ゲートオブリベリオン（ディミトラ・コレバノ）
- トリニティ・ギアーズ（イル）

### ドラマCD
2012年
- 妹はお兄ちゃんと遠距離恋愛中!?（シズカ）

2013年
- オーバーロード3  鮮血の戦乙女【単行本第3巻対象書店購入特典 オーディオドラマ】（シャルティア・ブラッドフォールン）
- オーバーロード4 蜥蜴人の勇者たち【ドラマCD付特装版『封印の魔樹』】（シャルティア・ブラッドフォールン）
- 中二病でも恋がしたい！ ドラマCD 極東魔術昼寝結社の夏に聞く黙示録（凸守早苗）
- みならい女神 プルプルんシャルム（小此木友美）
- レーカン!（井上勇希）

2014年
- うちの居候が世界を掌握している! ドラマCD（飯山莉子）
- Z/X -Zillions of enemy X- NC DramaCD①『超鋼神器ローレンシウム』（戦斗怜亜）
- 中二病でも恋がしたい!戀 ドラマCD 愛の天秤に揺れる抒情詩（凸守早苗）
- ちょっとかわいいアイアンメイデン（新崎苺花）
- ふしぎ荘+住人×住人2（杏子）

2015年
- アニメ アイドルマスター シンデレラガールズ BD / DVD 完全生産限定版特典ドラマCD（アナスタシア）
  - 第2巻「What would you like to do?」
  - 第8巻「Challenges to change」

- クロスアンジュ 天使と竜の輪舞（モモカ・荻野目）※Blu-ray/DVD第6巻期間限定版
- セガ・ハード・ガールズ ドラマCD「アイドルオーディション」（ビジュアルメモリ）
- ボクとアリスと世界のおわり〜IN WONDERLAND〜（ハートの女王）

2016年
- アイドルマスター シンデレラガールズ 一番くじオリジナルCD3（アナスタシア）
- オーバーロード6（漫画版）【ドラマCD付特装版『ショー・マスト・ゴー・オン』】（シャルティア・ブラッドフォールン）
- 鬼灯の冷徹（ピーチ・マキ）※コミック第21・23巻CD付き限定版

2018年
- 鬼灯の冷徹 第弐期（ピーチ・マキ）※TVアニメ「第弐期その壱」Blu-ray/DVD BOX上・下巻期間限定版

2019年
- 異世界はスマートフォンとともに。（2019年 - 2022年、リーン） - 小説第16・19・26巻ドラマCD付き特装版
- 上坂すみれお渡し会風ドラマCD（上坂すみれ）※上坂すみれのノーフューチャーダイアリー2019 LIVE Blu-ray 早期予約特典
- Z/X -Zillions of enemy X- NF DramaCD (16)「ユニバース・プリンセス」（戦斗怜亜）
- プリンセスコネクト！Re:Dive PRICONNE CHARACTER SONG 11（スズナ）

2020年
- ゴブリンスレイヤー（令嬢剣士 / 女商人）※GOBLIN'S CROWN来場者特典、小説第12巻ドラマCD付き限定特装版
- イジらないで、長瀞さん（長瀞さん）※コミック第9巻ドラマCD付き限定特装版
- 精霊幻想記（シャルロット・ガルアーク）※小説第17巻ドラマCD付き限定特装版

2021年
- 異世界のんびり農家（アン）※小説第10巻ドラマCD付き限定特装版
- バディミッション BOND（2021年 - 2023年、スイ） - 2作品

2022年
- ティアムーン帝国物語 〜断頭台から始まる、姫の転生逆転ストーリー〜（2022年 - 2023年、ミーア・ルーナ・ティアムーン） - 3作品
- 蒼き鋼のアルペジオ（刑部蒔絵） - 第24巻ドラマCD付き特装版

2023年
- 私の百合はお仕事です!（綾小路美月） - Blu-ray各巻特典
- 真郷街ーまきょうがいー（吉見藍）

### 吹き替え

#### 映画
- ハッピーウェディング 幸せの法則（2021年、ネクター〈クリスティーナ・ウロア〉[286]）
- アフリカン・カンフー・ナチス（2021年、ナレーション[287]）
- ミーン・ガールズ（2024年、ケイディ・ヘロン〈アンガーリー・ライス〉）

#### ドラマ
- glee/グリー #19（女性アナウンサー）
- シェイムレス 俺たちに恥はない シーズン4〜（スヴェトラーナ〈イシドラ・ゴレシュテル〉）
- ディスカバリー・オブ・ウィッチズ シーズン2 〜魔女の契り〜（ジャック）
- テッド ザ・シリーズ（ブレア〈ジョルジア・ウィッガム〉[288]）
- ALERT 失踪者緊急警報（シドニー・グラント〈ファイヴェル・スチュワート〉[289]）

#### アニメ
- オープン・シーズン4 おおかみ男とひみつの森（マルシア）
- パワーパフガールズ（第2作）（バブルス[PR 231]）
- スターシップ・トゥルーパーズ レッドプラネット（ディジー[290]）
- ムタフカズ -MUTAFUKAZ-（ルナ[291]）
- トロールズ ミュージック★パワー（ペニーウィッスル[292]）
- 整形水（ミリ[293]）
- アーケイン（ジンクス[294]）
- フェ〜レンザイ -神さまの日常-（2023年、リュウメ[295]）

#### その他吹き替え
- ロシア・トラベルガイド（エカテリーナ・フェドトワ[296]）
- プロジェクト・ランウェイ20（ジュリア・フォックス〈ジュリア・フォックス〉）

### ラジオ
※はインターネット配信。
- うぇぶらじ@電撃文庫（2009年 - 2011年、電撃文庫公式サイト※）
- A&G NEXT GENERATION Lady Go!![注 1]（2011年 - 2015年、超!A&G+※）
- パパ聞き!RADIO（2011年 - 2012年、HiBiKi Radio Station※）
- TOKYO No.1 カワイイラジオ（2012年 - 2014年、JFN系列）
- 夜中メイクが気になったから（2012年 - 2013年、ラジオ大阪）
- アニキン〜Skytree Radio（2012年、超!A&G+※）
- 中二病でも恋がしたい! 〜闇の炎に抱かれて聴け〜（2012年 - 2014年、音泉※）[PR 233]
- アニキン〜Satellite Radio（2013年、超!A&G+※）
- 上坂すみれの乙女＊ムジカ（2013年 - 2015年、東海ラジオ、KBS京都、RKBラジオ）[297]
- スキマから聴こえてくるラジオ 〜ジャパラボ〜（2014年 - 2016年[PR 234]、JFN系列）
- セハガールのハードなSEGA情報RADIO「セハラジ」（2015年、超!A&G+※）
- コンクリート・レボ“レディオ”（2015年 - 2016年、音泉※）[PR 235]
- 上坂すみれの♡（はーと）をつければかわいかろう（2016年 - 2021年、文化放送、NRN系4局）[PR 236]
- 上坂すみれの文化部は夜歩く（2016年 - 2018年、ラジオ大阪、ニコニコチャンネル※）[PR 237]
- ラジオ「異世界食堂」（2017年、音泉※）[PR 238]
- 明治きのこの山 presents 上坂すみれの新きのこ党宣言！（2019年6月 - 8月、文化放送『阿澄佳奈のキミまち!』内[298]）
- マジカル・ポップ・ツアー（2020年 - 、NHKラジオ第1、NHK-FM）[PR 239]
- 上坂すみれのレヱル・ロマネスクラヂオ（2020年、文化放送『A&G TRIBAL RADIO エジソン』内[299]）
- 上坂すみれ・井澤詩織のスター"ラジ"オーシャン アナムネシス（2020年 - 2021年、超!A&G+※）[300]
- 上坂すみれ×鈴木愛奈のTVアニメ「イジらないで、長瀞さん」らじお〜イジらじ！〜（2021年 - 2023年、YouTube※）[301]
- 鷲崎健のヨルナイト×ヨルナイト（2021年4月、超!A&G+※） - マンスリーアシスタント
- 上坂すみれのおまえがねるまで（2021年 - 2025年、YouTube※）[302]
- 小松未可子のSunday Share Night（2023年、文化放送、2025年、超!A&G+※） - 小松未可子の産休に伴う代理
- TVアニメ「私の百合はお仕事です！」WEBラジオ「カフェ・リーベ女学園より愛を込めて」（2023年、音泉※）
- 時々ボソッとロシア語でラジる隣のアーリャさん（2024年、YouTube※）[303]
- キン肉マン 超人ラジオ（2024年 - 2025年、ニッポン放送）[304]
- Uber Eats presents 今日も、誰かの、夢の隣に。（2025年、文化放送『レコメン!』内[305]）
- 上坂すみれの土曜闇鍋劇場（2025年 - 、interfm）[306]

### ラジオCD
- パパ聞き!RADIOvol.1 - 2（2012年）
- ラジオCD「中二病でも恋がしたい! 〜闇の炎に抱かれて聴け〜」Vol.1 - 9（2013年 - 2014年）
- 紗千香とすみれのラブリー・タイム[注 2]
- 上坂すみれの文化部は夜歩く ラジオCD 〜地的な夜〜（2017年）[PR 240]
- 上坂すみれの演劇部は夜歩く 萌え文学CD（2017年）
- TVアニメ「私の百合はお仕事です！」「カフェ・リーベ女学園より愛を込めて」 ラジオCD（2024年）

### ナレーション
- スターチャイルドラジオCMナレーション（2012年1月 - 4月）
- あにてれ Presents アニソンぷらす+（2012年4月度、テレビ東京）
- ばるば★ろっさ+（ソーシャルゲーム、CMナレーション担当）[PR 241]
- 京都アニメーション／京アニショップ！CMナレーション（凸守早苗）（2012年12月 - ）
- ポニーキャニオン／中二病でも恋がしたい!BD&DVD第7巻CMナレーション（凸守早苗）（2013年4月 - ）
- COMIC メテオ／放課後アサルト×ガールズ第2巻（2016年9月12日-、CMナレーション担当、書籍の帯にコメントを掲載）[307]
- 「ロマノフ王朝展」（2017年1月7日 - 4月9日、東洋文庫ミュージアム）
- ミュージックステーション（2017年7月28日 - 、テレビ朝日）
- 「プーシキン美術館展 旅するフランス風景画」（2018年4月14日 - 7月8日：東京都美術館、2018年7月21日 - 10月14日：国立国際美術館） - コラム解説（公式サポーター）
- 第一次バベル計画 Python×AI・機械学習入門／paizaラーニングナレーション（スベトラーナ・小百合・ベレフスカヤ）（2018年7月23日- ）
- 世界大自然紀行・ロシア（ナショジオ ワイルド）[PR 242]
- 緊急検証! THE MOVIE ネッシーvsノストラダムスvsユリ・ゲラー（2019年1月11日劇場公開、東北新社） - ナレーション[PR 243]
- ブレイクッ!（2019年3月6日、Eテレ）[308]
- 林修の今でしょ!講座 特別編 東大生ランキング（2021年2月16日・5月4日、テレビ朝日）[309][310]

### 朗読公演
- STORY LIVE 上坂すみれ 『たかむらの家』（2020年9月7日、ミクサライブ東京 ホールミクサ）[311]
- コメディ朗読劇CONTELLING『おとといの話』（2025年3月30日、ニッショーホール）[312]

### テレビ番組
※はインターネット配信。
- 桜塚アイドル予備校（2010年、Music Japan TV）
- 上坂すみれの装甲親衛歩兵連隊放送（2012年 - 2013年、ニコニコ生放送※）
- 中二病でも恋がしたい！〜闇の炎に抱かれて聴け〜 暗黒ミサの会（2012年 - 2014年、ニコニコ生放送※）
- リスアニ！TV「すみれ百景」（2013年、TOKYO MX、MUSIC ON! TV）
- 「げんしけん二代目」サークル室雑談会（2013年、ニコニコ生放送※・バンダイチャンネル※）
- 「犬神さんと猫山さん」ワンだふる放送局みんなでみようニャン！（2014年、ニコニコ生放送※）
- 上坂すみれのヤバい○○（2017年、TOKYO MX、BS11）[PR 244]
- 緊急ペレストロイカ!オーケン&すみぺといっしょ!第4回紅白オカルト合戦（2017年、ファミリー劇場、大槻ケンヂとの共演によるオーディオコメンタリー）[PR 245]
- タモリ倶楽部（2017年 - 2021年、テレビ朝日） - 不定期ゲスト出演[313]
- Pastel*PalettesのしゅわりんTV（2020年 - 、YouTube※）
- 声優と夜あそび（2020年 - 2025年、ABEMAアニメLIVEチャンネル※） - MC
- Re:ゼロから始める異世界 禁書と謎の精霊と謎の番組（2021年、YouTube※）[314]
- 上坂すみれの新東宝シアター ― 天知茂、痺れるほどキザで、ニヒルで ―（2021年3月・4月、日本映画専門チャンネル）
- 私の〇〇は××です！〜〇〇編〜（2023年、Twitter※）
- ホロごえっ!（2024年 - 、ABEMAアニメLIVEチャンネル※）[315]

### 映像商品
- Lady Go!! second date 〜夏 ときどき 恋〜（2013年）
- Lady Go!! third date 〜スキな人まで徒歩0分〜（2013年）
- 宝探し〜ミネルヴァの箱〜in 河口湖オルゴールの森美術館（2013年）[PR 246]
- DVD付き みならい女神 プルプルんシャルム 第1巻（2014年）
- THE IDOLM@STER CINDERELLA GIRLS 1stLIVE WONDERFUL M@GIC!! Day1（2014年）[PR 247]
- THE IDOLM@STER CINDERELLA GIRLS 2ndLIVE PARTY M@GIC!!（2015年）[PR 248]
- 紗千香とすみれのラブリー・タイムDVD（2016年）[注 3]
- さいはてれび #02 文庫の詩（2017年）[316]

### テレビドラマ
- 受験の神様 第7話（2007年）
- イケドラ（わたし、2020年10月、関西テレビ『土曜はナニする』内 [317])※声の出演

### 特撮
- ウルトラマントリガー NEW GENERATION TIGA（2021年 - 2022年、カルミラの声[318] / 人間態）
- ウルトラマンデッカー（2022年、カルミラの声）

### 実写映画
- ヤッターマン（2009年）
- 劇場版「にゃん旅鉄道」（2022年、ぴーちの声[319]）

### 舞台
- スター☆トゥインクルプリキュア ドリームステージ（2019年）ユニ / キュアコスモ 役（声の出演）
- 舞台「ゲゲゲの鬼太郎」（2022年、東京都・明治座）ねこ娘 役[320]
  - 舞台「ゲゲゲの鬼太郎2025」（2025年、明治座・大阪新歌舞伎座）[321]

### モデル
- BABY,THE STARS SHINE BRIGHT

### CM・PV
- アトラス / ゲームボーイアドバンスソフト『真・女神転生デビルチルドレン』（2003年8月 - ）共演：小坂明
- 大正製薬 / ヴィックス メディケイテッド ドロップ『学校篇』（2009年9月16日 - ）共演：相葉香凛、船岡咲
- スターチャイルド / アニメ コンテンツ エキスポ 2013 スタ生！CM
- アストロガールズPV（2016年 - 2017年、雨立日）
- 蜘蛛ですが、なにか?（2016年、主人公[322]）
- ロッテ クーリッシュ（2017年、キャンペーン用デモムービー[323][PR 250]）
- スパイ教室 PV（2020年、コードネーム＜夢語＞[324]）
- 私の百合はお仕事です! PV（2020年、矢野美月[325]）
- ゲーミングお嬢様 PV（2021年、祥龍院隆子、二回堂転子） - 「上坂すみれお嬢様」名義[326][327]
- かいじゅう色の島 PV（2021年、一門歩流夏[328]）
- 売国機関 単行本第5巻発売記念PV（2021年、モニカ・シルサルスキ少尉[329]）
- 『ティアムーン帝国物語』原作CM（2021年 - 2023年、ミーア・ルーナ・ティアムーン[330][331]）
- 不動産証券化協会 Jリート「Jリートへの親近感」篇、「Jリートの印象」篇（2022年1月8日 - ）[332]
- 総務省2022年『ワイドFM広報強化期間〜聴いてみて！ワイドFM〜』CM[333]
- 『JKハルは異世界で娼婦になった』 PV（2022年、ハル[334]）
- LINEマンガ『入学傭兵』PV（2022年、ナレーション[335]）
- 『今日も生きててえらい』PV（2022年[336]）
- 悪徳貴族の生存戦略 PV（2022年、アデーレ、ルミエ、セラビミア[337]）
- 富士通ゼネラル『ノクリア』webCM（2022年、ゴク暖ネコ）
- 東洋水産『うる星やつら×マルちゃん赤いきつねと緑のたぬき』コラボムービー（2022年、ラム）[PR 251][338]
- 日本コカ・コーラ／ジョージア『ジョージアで、あたるっちゃ！』（2023年、ラム）[339]
- 一迅社『コミック百合姫』CM（2023年、綾小路美月[340]） - 12作品
- Amazon Prime Video CM（2024年）[341]
- モンスト11周年記念キャンペーン「ひっぱれモン太くん」（2024年、彼女[342]）

### アプリ
- 声優+plus
- SkyPhone[PR 252]
- イジらないで、長瀞さんアラーム（2021年、長瀞さん）

### パチンコ・パチスロ
- プリシラと魔法の本（2016年、プリシラ[PR 253]）
- パチスロ 沖ドキ（2016年、ハナちゃん）
- ドリスタせかんど（2017年、プリシラ）
- シンデレラブレイド3（2017年、プリシラ）
- P SHOW BY ROCK!!（2019年、チュチュ）
- P G1 DREAMROAD（2020年、有馬さつき[343]）

### デジタルコミック
- ラピスリライツ 私たちのPrelude（前奏曲）（2020年、カミラ）
- 時々ボソッとロシア語でデレる隣のアーリャさん（2021年、アリサ・ミハイロヴナ・九条[344]）
- オトメの帝国（2021年、エリーシャ・サマセット[345]）
- ふわわせピュアラルさん（2021年、はたらくママのあおい[346]、愛嬌満点ギャル、スランプ美大生、ドジっ子OL、心配性講師、人見知り店員）
- 仁義なき婿取り（2022年 - 2023年、月城愛夏羽[347][348]）
- イジらないで、長瀞さん 2nd Attack ボイス付きコマ投稿（2022年、長瀞さん）
- 群舞のペア碁（2022年、天米叶海[349]）
- アズールレーン Queen's Orders ボイスコミック（2023年、クイーンエリザベス、ウォースパイト、ナレーション）

### オーディオドラマ
- 蜘蛛ですが、なにか?（2016年、主人公[322]）
- 戦国IXA 千万の覇者『本能寺の変～暁の夢～』（2017年、あやめ）
- AH-C620R アストロガールズ・スペシャルエディション『アストロガールズ始動!』（2017年、雨立日）
- ボイスドラマ 第5護衛隊群かく戦えり -女子部-（映画『空母いぶき』より）（2019年、秋津竜太・ナレーション[350]）
- 異世界のんびり農家 購入特典ボイスカード（2020年、アン[351]）
- 時々ボソッとロシア語でデレる隣のアーリャさん 1〜2 アニメイト限定有償購入特典ボイスメッセージ（2021年、アリサ・ミハイロヴナ・九条）
- THE STORY TELLERS『親指姫』『自殺駅』（2021年、ストテラ TELLER、smash.[352]）
- 青春アドベンチャー「嘘か真か」（2021年、ナターシャ・ナレーション、NHK-FM[353]）
- 聴くanime「名前のないゲーム」[354]（2022年、あどみん[355]）
- 悪徳貴族の生存戦略 挿しボイスコード（2022年、アデーレ、ルミエ、セラビミア[337]）
- 私の百合はお仕事です! シチュエーションボイスPV（2022年 - 2023年、綾小路美月）
- ウマ娘 プリティーダービー 新時代の扉 オーディオドラマ「また星は巡る」（2025年、アグネスタキオン）

### ASMR
- ねこぐらし。（2020年 - 2021年、ミケ猫）
  - ねこぐらし。〜ミケ猫少女と鈴のオト〜[356]
  - ねこぐらし。２〜ミケ猫少女とマタタビの湯〜[357]
  - スピンオフ ねこぐらし。〜猫鳴館の正月〜ミケ猫&チンチラ猫[358]
  - ねこぐらし。3〜ミケ猫少女と猫魔山〜[359]
- 蓄音レヱル（2020年、すずしろ）
  - 蓄音レヱル第1弾 すずしろ[360]
  - 蓄音レヱル 第12弾 すずしろ〜万岡〜[361]
- ケモミミ堂（2021年、味月[362]）
- 同棲ASMR 今日も生きててえらい! 甘々完璧美少女と過ごす3LDK同棲生活（2022年、東条冬季[363]）
- 平凡な僕と近所の三姉妹〜碧編〜（2022年、碧[364]）

### 玩具
- スター☆トゥインクルプリキュア キュアコスモパーフェクトなりきりセット（2019年6月）
- ウルトラマントリガー DXガッツハイパーキーPremium  闇の3巨人セット（2022年8月）
- マックスファクトリー 上坂すみれfigma（2023年、グッドスマイルカンパニー）[365][366]

### その他コンテンツ
- アパッチキャメルをかんたん解説！（ニコニコ動画、日本アパッチキャメルユーザー会、西園寺麻理 役[PR 254]）
- TOEICテストにでる単600語[600点レベル]（著：森田鉄也、中経出版、2012年5月25日発売、朗読担当）
- 上坂すみれの同志諸君に告ぐ♥（『声優グランプリ』連載、2012年6月号‐）
- Japan Fashion Base（Facebook内サイト、コラム連載、2011年8月 - 2012年10月）
- 本日のまったり声明（携帯電話専用コンテンツ『VAB』、ボイスブログ、2011年10月 - 2012年12月）
- Z/X-ゼクス-（戦斗怜亜）
- 暮井 慧 システムボイス（プログラミング生放送 公式キャラクター[PR 255]）
- Let's天才てれびくん（2015年、北海道どちゃもん るる）
- しゃべるSHOW BY ROCK!! LINEスタンプ（2015年、チュチュ）
- LINEスタンプ『アイドルマスター シンデレラガールズ 2』（2015年、アナスタシア）
- アストロガールズ・雨立日（デノンAH-D1100公式キャラクター[367]）
- HACObook 赤ずきん×上坂すみれ（ムービック、2017年2月10日[PR 256]）
- 当代声優美人図 上坂すみれ（浮世絵文化製作委員会、作画：江端里沙[PR 257][368]）
- ダウンロードボイス（神楽坂静）
- 世界コスプレサミット2017 オフィシャルサポーター[369]
- ロッテ キシリトールガム（キャンペーン用期間限定モーニングメッセージ[370]）
- -LostFairy-「狂気幻想グリムガルド」（2018年、メリュジーヌ[371]）
- paizaラーニング「Python×AI・機械学習入門」（2018年、スベトラーナ・小百合・ベレフスカヤ[372]）
- ジグノシステムジャパン「しかるねこ（CV:上坂すみれ）」（LINE公式スタンプ、2018年8月[PR 258]）
- 双璧の肉王 ザ・ダブル（眠りの森の堕天使 / チェダー・ルシファー[373]）
- ユニバーサルミュージック「TRUE WIRELESS STEREO EARPHONES 上坂すみれモデル」（2020年、オリジナル音声[374]）
- ボイス付きLINEスタンプ ウマ娘 プリティーダービー 第1レース（2022年、アグネスタキオン）
- コミックシーモア『よだれ不可避！魅惑の飯テロ診断』（2023年、中村[375]）
- 神無き世界のカミサマ活動 TSUTAYA限定特典ボイスカード（2023年、シルリル[376]）
- 野郎ラーメン 店内アナウンス（2023年、向日葵乱奈[377]）
- プロ野球始球式 阪神 - DeNA（2023年5月13日、甲子園球場）[378]
- 上坂すみれ×MILKコラボレーション（2023年）[379]）
- JRA「梶裕貴と上坂すみれの謎解き競馬」（2024年）[PR 259][380]

## ディスコグラフィ

### シングル
|            | 発売日         | タイトル                         | 規格品番   | 規格品番                                                  | 規格品番   | 規格品番 | オリコン 最高位 |
| 初回限定盤 | 発売日         | タイトル                         | 期間限定盤 | 通常盤                                                    | EPレコード |          | オリコン 最高位 |
| ---------- | -------------- | -------------------------------- | ---------- | --------------------------------------------------------- | ---------- | -------- | --------------- |
| 1st        | 2013年4月24日  | 七つの海よりキミの海             | KICM-91447 | KICM-91448                                                | KICM-1449  | FJEP-1   | 13位            |
| 2nd        | 2013年7月10日  | げんし、女子は、たいようだった。 | KICM-91455 | KICM-91456                                                | KICM-1457  | FJEP-2   | 23位            |
| 3rd        | 2014年3月5日   | パララックス・ビュー             | KICM-91506 | KICM-91507                                                | KICM-1508  | FJEP-3   | 14位            |
| 4th        | 2014年7月16日  | 来たれ!暁の同志                  | KICM-91524 |                                                           | KICM-1525  | FJEP-4   | 26位            |
| 5th        | 2014年12月10日 | 閻魔大王に訊いてごらん           | KICM-91556 | KICM-91557                                                | KICM-1558  | FJEP-5   | 20位            |
| 6th        | 2015年7月22日  | Inner Urge                       | KICM-91617 | KICM-91618                                                | KICM-1617  | FJEP-6   | 24位            |
| 7th        | 2016年8月3日   | 恋する図形（cubic futurismo）    |            | KICM-91705                                                | KICM-1705  | FJEP-7   | 17位            |
| 8th        | 2017年7月12日  | 踊れ!きゅーきょく哲学            | KICM-91767 | KICM-1767                                                 | FJEP-8     | 12位     |                 |
| EP         | 2017年10月18日 | 彼女の幻想                       | KICM-91806 | KICM-91807 （鬼灯の冷徹Ver.） KICM-91808 （URAHARA Ver.） | KICM-1806  | FJEP-9   | 11位            |
| 9th        | 2018年1月31日  | POP TEAM EPIC                    | KICM-91824 | KICM-91825                                                | KICM-1824  | FJEP-10  | 12位            |
| 10th       | 2019年4月17日  | ボン♡キュッ♡ボンは彼のモノ♡      | KICM-91917 | KICM-91918                                                | KICM-1917  |          | 10位            |
| 11th       | 2021年4月21日  | EASY LOVE                        | KICM-92079 | KICM-92080                                                | KICM-2079  | 19位     |                 |
| 12th       | 2021年10月27日 | 生活こんきゅーダメディネロ       | KICM-92105 | KICM-92106                                                | KICM-2105  | 23位     |                 |
| 13th       | 2023年2月8日   | LOVE CRAZY                       | KICM-92123 | KICM-92124                                                | KICM-2123  | 16位     |                 |
| 14th       | 2023年10月18日 | ハッピーエンドプリンセス         | KICM-92140 | KICM-92141                                                | KICM-2140  | 20位     |                 |
| 15th       | 2024年2月7日   | ディア・パンタレイ               | KICM-92148 | KICM-92149                                                | KICM-2148  | 9位      |                 |

### 配信シングル
|   | 発売日        | タイトル                           | 備考 |
| - | ------------- | ---------------------------------- | ---- |
| 1 | 2018年4月9日  | 地獄でホットケーキ(TV size)        |      |
| 1 | 2018年4月9日  | 祈りの星空(TV size)                |      |
| 2 | 2021年11月1日 | POP TEAM EPIC (REBROADCASTING MIX) |      |

### アルバム
|            | 発売日         | タイトル                                     | 規格品番                                     | 規格品番                                        | オリコン 最高位 |
| 初回限定盤 | 発売日         | タイトル                                     | 通常盤                                       |                                                 | オリコン 最高位 |
| ---------- | -------------- | -------------------------------------------- | -------------------------------------------- | ----------------------------------------------- | --------------- |
| 1st        | 2014年1月8日   | 革命的ブロードウェイ主義者同盟               | KICS-91983 (A) KICS-91984 (B)                | KICS-1983                                       | 9位             |
| 企画       | 2014年12月10日 | 上坂すみれ presents 80年代アイドル歌謡決定盤 |                                              | KICS-3136                                       | 80位            |
| 2nd        | 2016年1月6日   | 20世紀の逆襲                                 | KICS-93336 (A) KICS-93337 (B) KICS-93338 (C) | KICS-3336                                       | 10位            |
| 3rd        | 2018年8月1日   | ノーフューチャーバカンス                     | KICS-93726 (A) KICS-93727 (B)                | KICS-3726                                       | 10位            |
| 4th        | 2020年1月22日  | NEO PROPAGANDA                               | KICS-93891 (A) KICS-93892 (B)                | KICS-3891                                       | 12位            |
| 5th        | 2022年10月26日 | ANTHOLOGY & DESTINY                          | KICS-94080 (完全限定生産盤)                  | KIZC-693〜4（CD+Blu-ray盤） KICS-4080（通常盤） | 18位            |

### ベストアルバム
|                | 発売日        | タイトル       | 規格品番      | 規格品番    | 規格品番     | オリコン 最高位 |
| 完全限定生産盤 | 発売日        | タイトル       | CD+Blu-ray盤  | 通常版      |              | オリコン 最高位 |
| -------------- | ------------- | -------------- | ------------- | ----------- | ------------ | --------------- |
| 1st            | 2024年7月24日 | SUMIRE CATALOG | KICS-94147～8 | KIZC-752～4 | KICS-4147～8 | 16位            |

### タイアップ曲
| 楽曲                                 | タイアップ                                                                                         | 時期   |
| ------------------------------------ | -------------------------------------------------------------------------------------------------- | ------ |
| 七つの海よりキミの海                 | テレビアニメ『波打際のむろみさん』オープニングテーマ                                               | 2013年 |
| げんし、女子は、たいようだった。     | テレビアニメ『げんしけん 二代目』オープニングテーマ                                                | 2013年 |
| パララックス・ビュー                 | テレビアニメ『鬼灯の冷徹』エンディングテーマ                                                       | 2014年 |
| 閻魔大王に訊いてごらん               | OVA『鬼灯の冷徹』エンディングテーマ                                                                | 2015年 |
| Inner Urge                           | テレビアニメ『下ネタという概念が存在しない退屈な世界』エンディングテーマ                           | 2015年 |
| Inner Urge                           | フジテレビ『佳代子の部屋〜真夜中のゲーム会議〜』エンディングテーマ                                 | 2016年 |
| 恋する図形（cubic futurismo）        | テレビアニメ『この美術部には問題がある!』エンディングテーマ                                        | 2016年 |
| ♡をつければかわいかろう              | 文化放送『上坂すみれの♡（はーと）をつければかわいかろう』テーマソング                              | 2016年 |
| 踊れ!きゅーきょく哲学                | テレビアニメ『アホガール』エンディングテーマ                                                       | 2017年 |
| ヤバい○○                             | バラエティ番組『上坂すみれのヤバい○○』テーマソング                                                 | 2017年 |
| アンチテーゼ・エスケイプ             | テレビアニメ『URAHARA』オープニングテーマ                                                          | 2017年 |
| リバーサイド・ラヴァーズ（奈落の恋） | テレビアニメ『鬼灯の冷徹』第弐期エンディングテーマ                                                 | 2017年 |
| 激昂壮志                             | スマートフォンゲーム『アズールレーン』中国版テーマソング                                           | 2017年 |
| POP TEAM EPIC                        | テレビアニメ『ポプテピピック』オープニングテーマ                                                   | 2018年 |
| 祈りの星空                           | テレビアニメ『蒼天の拳 REGENESIS』エンディングテーマ                                               | 2018年 |
| 地獄でホットケーキ                   | テレビアニメ『鬼灯の冷徹』第弐期その弐エンディングテーマ                                           | 2018年 |
| last sparkle                         | テレビアニメ『ポプテピピック TVスペシャル』オープニングテーマ                                      | 2019年 |
| ボン♡キュッ♡ボンは彼のモノ♡          | テレビアニメ『なんでここに先生が!?』オープニングテーマ                                             | 2019年 |
| EASY LOVE                            | テレビアニメ『イジらないで、長瀞さん』オープニングテーマ                                           | 2021年 |
| 生活こんきゅーダメディネロ           | テレビアニメ『ジャヒー様はくじけない！』第2クールオープニングテーマ                                | 2021年 |
| POP TEAM EPIC(REBROADCASTING MIX)    | テレビアニメ『ポプテピピック 再放送（リミックス版）』オープニングテーマ                            | 2021年 |
| LOVE CRAZY                           | テレビアニメ『イジらないで、長瀞さん 2nd Attack』オープニングテーマ                                | 2023年 |
| リベリオン                           | スマートフォンゲーム『マジデス壊 魔法少女マジカルデストロイヤーズ』主題歌                          | 2023年 |
| ハッピーエンドプリンセス             | テレビアニメ『ティアムーン帝国物語〜断頭台から始まる、姫の転生逆転ストーリー〜』オープニングテーマ | 2023年 |
| ディア・パンタレイ                   | テレビアニメ『SHAMAN KING FLOWERS』エンディングテーマ                                              | 2024年 |
| 1番輝く星                            | テレビアニメ『時々ボソッとロシア語でデレる隣のアーリャさん』オープニングテーマ                     | 2024年 |

### 映像作品

#### ライブ
|      | 発売日         | タイトル                                                                   | 規格品番 | 規格品番    |
| BD   | 発売日         | タイトル                                                                   | DVD      |             |
| ---- | -------------- | -------------------------------------------------------------------------- | -------- | ----------- |
| 1st  | 2013年9月25日  | 革ブロ潜入ルポルタージュ-趣味者集団を追え-                                 | KIXM-144 | KIBM-395    |
| 2nd  | 2013年11月27日 | 革ブロ潜入ルポルタージュ vol.2-煽動の夏祭り-                               | KIXM-148 | KIBM-403    |
| 3rd  | 2014年7月16日  | 実録・2.11 第一回革ブロ総決起集会                                          | KIXM-166 | KIBM-441/2  |
| 4th  | 2015年2月11日  | 病み・病みヤングパラダイス in 東京                                         | KIXM-189 | KIBM-489/90 |
| 5th  | 2017年7月12日  | 上坂すみれのひとり相撲2016〜サイケデリック巡業〜&超中野大陸の逆襲 群星の巻 | KIXM-283 |             |
| 6th  | 2019年10月2日  | 上坂すみれのノーフューチャーダイアリー2019 LIVE Blu-ray                    | KIXM-395 |             |
| 7th  | 2022年2月9日   | 「上坂すみれのPROPAGANDA CITY2021」LIVE Blu-ray                            | KIXM-481 |             |
| 8th  | 2022年8月24日  | 「SUMIRE UESAKA LIVE TOUR 2022 超・革命伝説」LIVE Blu-ray                  | KIXM-502 |             |
| 9th  | 2023年8月23日  | 「SUMIRE UESAKA LIVE 2023 TALES OF SUMIPE」LIVE Blu-ray                    | KIXM-546 |             |
| 10th | 2025年2月5日   | 「SUMIRE UESAKA BEST TOUR 2024 すみぺの大理論」Blu-ray                     | KIXM-604 |             |

#### バラエティ
|     | 発売日       | タイトル                          | 規格品番 | 規格品番 |
| BD  | 発売日       | タイトル                          |          |          |
| --- | ------------ | --------------------------------- | -------- | -------- |
| 1st | 2017年9月6日 | 上坂すみれのヤバい○○ Blu-rayBOX   | KIXE-28  |          |
| 2nd | 2019年3月6日 | 上坂すみれのヤバい○○ TVスペシャル | KIXE-31  |          |

### キャラクターソング
| 発売日   | 商品名 | 歌 | 楽曲 | 備考 |
| 2011年   | 2011年 | 2011年 | 2011年 | 2011年                                                                                                   |
| -------- | --- | --- | --- | --- |
| 11月9日  | ソライロ | 小鳥遊空（上坂すみれ） | 「ソライロ」 | テレビアニメ『パパのいうことを聞きなさい!』関連曲                                                        |
| 2012年   | | | | |
| 5月9日   | パパのいうことを聞きなさい! Blu-ray 3 特典CD                                                                   | 小鳥遊空（上坂すみれ） | 「ソライロ Big Band Jazz RE-MIX」 | テレビアニメ『パパのいうことを聞きなさい!』関連曲                                                        |
| 5月9日   | パパのいうことを聞きなさい! Blu-ray 3 特典CD                                                                   | 小鳥遊空（上坂すみれ）、小鳥遊美羽（喜多村英梨）、小鳥遊ひな（五十嵐裕美） | 「Smile Continue」 | ゲーム『ゲームでも、パパのいうことを聞きなさい!』オープニングテーマ                                      |
| 11月21日 | INSIDE IDENTITY                                                                                                | Black Raison d'être | 「INSIDE IDENTITY」 | テレビアニメ『中二病でも恋がしたい！』エンディングテーマ                                                 |
| 11月21日 | INSIDE IDENTITY                                                                                                | Black Raison d'être | 「OUTSIDER」 | テレビアニメ『中二病でも恋がしたい！』関連曲                                                             |
| 12月26日 | ガールズ&パンツァー オリジナルサウンドトラック                                                                 | カチューシャ（金元寿子）、ノンナ（上坂すみれ） | 「カチューシャ Sung by カチューシャ&ノンナ」 | テレビアニメ『ガールズ&パンツァー』挿入歌                                                                |
| 12月26日 | 中二病でも恋がしたい！ ボーカルミニアルバム 暗黒虹彩楽典                                                       | 凸守早苗（上坂すみれ） | 「Dark Death Decoration」 | テレビアニメ『中二病でも恋がしたい！』関連曲                                                             |
| 2013年   | | | | |
| 1月23日  | コープスパーティー・ホラーアンソロジー・キャラクターアルバム『Whisper of the Nightmare “♀Tarantula♀”』         | 古林蘭（上坂すみれ） | 「Lady Go!」 | ゲーム『コープスパーティー』関連曲                                                                       |
| 6月26日  | 〜TVアニメ「波打際のむろみさん」キャラクターソングアルバム〜『波打際のMUSIC』                                  | 隅田さん（上坂すみれ） | 「アゲアゲ・スミダ」 | TVアニメ『波打際のむろみさん』関連曲                                                                     |
| 6月26日  | 〜TVアニメ「波打際のむろみさん」キャラクターソングアルバム〜『波打際のMUSIC』                                  | むろみさん（田村ゆかり）、ひぃちゃん（野中藍）、隅田さん（上坂すみれ） | 「シーサイド99」 | TVアニメ『波打際のむろみさん』関連曲                                                                     |
| 8月7日   | アオくユレている                                                                                               | 荻上千佳（山本希望）、吉武莉華（上坂すみれ）、矢島美怜（内山夕実）、波戸賢二郎（加隈亜衣） | 「アオくユレている」 | テレビアニメ『げんしけん 二代目』エンディングテーマ                                                      |
| 8月7日   | アオくユレている                                                                                               | 荻上千佳（山本希望）、吉武莉華（上坂すみれ）、矢島美怜（内山夕実）、波戸賢二郎（加隈亜衣） | 「ハレルヤ ハレルヒ」 | テレビアニメ『げんしけん 二代目』関連曲                                                                  |
| 8月14日  | THE IDOLM@STER CINDERELLA MASTER 輝く世界の魔法                                                                | 神崎蘭子（内田真礼）、アナスタシア（上坂すみれ）、高垣楓（早見沙織）、輿水幸子（竹達彩奈）、渋谷凛（福原綾香） | 「輝く世界の魔法（M@STER VERSION）」 | ゲーム『アイドルマスター シンデレラガールズ』テーマソング                                                |
| 9月11日  | 小鳥遊六花・改 〜劇場版 中二病でも恋がしたい！〜主題歌集 〜中二病奥義・三曲の極み〜                            | Black Raison d'être | 「Secret Survivor」 | アニメ映画『小鳥遊六花・改 〜劇場版 中二病でも恋がしたい！〜』エンディングテーマ                         |
| 9月18日  | ファンタジスタドール Character Song !! vol.1                                                                   | 羽月まない（上坂すみれ） | 「Starlight☆ふぁんたじー」 | テレビアニメ『ファンタジスタドール』関連曲                                                               |
| 11月6日  | げんしけん二代目 MEBAETAME Music Collection vol.2                                                              | 吉武莉華（上坂すみれ）、矢島美怜（内山夕実） | 「ヨロイノハート」 | テレビアニメ『げんしけん二代目』関連曲                                                                   |
| 11月6日  | げんしけん二代目 MEBAETAME Music Collection vol.2                                                              | 吉武莉華（上坂すみれ） | 「アオくユレている」 | テレビアニメ『げんしけん二代目』関連曲                                                                   |
| 11月13日 | THE IDOLM@STER CINDERELLA MASTER 024 アナスタシア                                                              | アナスタシア（上坂すみれ） | 「You're stars shine on me」 | ゲーム『アイドルマスター シンデレラガールズ』関連曲                                                      |
| 12月11日 | アウトブレイク・カンパニー キャラクターソング・ミニアルバム                                                    | エルビア・ハーナイマン（上坂すみれ） | 「WILD COLORS」 | テレビアニメ『アウトブレイク・カンパニー』関連曲                                                         |
| 2014年   | | | | |
| 2月5日   | Van!shment Th!s World                                                                                          | Black Raison d'être | 「Van!shment Th!s World」 | テレビアニメ『中二病でも恋がしたい!戀』エンディングテーマ                                                |
| 2月5日   | Van!shment Th!s World                                                                                          | Black Raison d'être | 「February Magic」 | テレビアニメ『中二病でも恋がしたい！戀』関連曲                                                           |
| 2月19日  | ノブナガン オリジナル・サウンドトラック                                                                        | 小椋しお（武藤志織）、ニュートン（浅川悠）、ガリレオ（上坂すみれ） | 「ちいさな星 ver.α」 | テレビアニメ『ノブナガン』エンディングテーマ                                                             |
| 4月2日   | 中二病でも恋がしたい！戀 キャラクターソングミニアルバム 輝きの幻夢舞台                                         | Black Raison d'être | 「Sparkling Daydream」 | テレビアニメ『中二病でも恋がしたい！戀』関連曲                                                           |
| 4月2日   | 中二病でも恋がしたい！戀 キャラクターソングミニアルバム 輝きの幻夢舞台                                         | 凸守早苗（上坂すみれ） | 「DoomsDay's Dogma」 | テレビアニメ『中二病でも恋がしたい！戀』関連曲                                                           |
| 4月9日   | 鬼灯の冷徹 BD・DVD第2巻特典CD                                                                                  | ピーチ・マキ（上坂すみれ） | 「大きな金魚の樹の下で〜地獄の沙汰day ナイトフィーバーver.〜」 | テレビアニメ『鬼灯の冷徹』関連曲                                                                         |
| 5月14日  | 鬼灯の冷徹 BD・DVD第3巻特典CD                                                                                  | ピーチ・マキ（上坂すみれ） | 「地獄の沙汰も君次第」 | テレビアニメ『鬼灯の冷徹』関連曲                                                                         |
| 5月14日  | グッジョぶの音楽“@” アニメ『GJ部』キャラクター・ソング & サウンドトラック集                                    | 神無月環（上坂すみれ） | 「私の流儀」 | テレビアニメ『GJ部』関連曲                                                                               |
| 5月28日  | いぬねこジュークBOX                                                                                            | 犬神八千代（上坂すみれ）、猫山鈴（東山奈央） | 「絶対♡服従宣言」 | テレビアニメ『犬神さんと猫山さん』主題歌                                                                 |
| 5月28日  | いぬねこジュークBOX                                                                                            | 犬神八千代（上坂すみれ） | 「手錠を掛けて♡」 | テレビアニメ『犬神さんと猫山さん』関連曲                                                                 |
| 5月28日  | いぬねこジュークBOX                                                                                            | 犬神八千代（上坂すみれ）、猫山鈴（東山奈央）、杜松美希音（堀野紗也加）、牛若雪路（藤本葵） | 「青春あらいぶ」 | テレビアニメ『犬神さんと猫山さん』関連曲                                                                 |
| 6月1日   | 開け！地獄の釜の蓋                                                                                             | ピーチ・マキ（上坂すみれ） | 「そとばの前で会いましょう」 | テレビアニメ『鬼灯の冷徹』関連曲                                                                         |
| 6月11日  | 鬼灯の冷徹 BD・DVD第4巻特典CD                                                                                  | ピーチ・マキ（上坂すみれ） | 「キャラメル桃ジャム120%」 | テレビアニメ『鬼灯の冷徹』エンディングテーマ                                                             |
| 10月22日 | ツインテール・ドリーマー！                                                                                     | ツインテイルズ | 「ツインテール・ドリーマー！」 | テレビアニメ『俺、ツインテールになります。』エンディングテーマ                                           |
| 10月22日 | Blooming!!／若い力 -SEGA HARD GIRLS MIX-                                                                       | ドリームキャスト（M・A・O）、セガサターン（高橋未奈美）、メガドライブ（井澤詩織）、セガ・マークIII（田中真奈美）、マスターシステム（髙山ゆう子）、ビジュアルメモリ（上坂すみれ） | 「Blooming!!」 | 『セガ・ハード・ガールズ』イメージソング                                                                 |
| 11月22日 | 俺、ツインテールになります。 キャラクターソングシリーズ赤盤                                                    | テイルレッド（上坂すみれ） | 「レッドブレイバー」 「ツインテール・ドリーマー！」 | テレビアニメ『俺、ツインテールになります。』関連曲                                                       |
| 12月17日 | THE IDOLM@STER CINDERELLA MASTER Cool Jewelries! 002                                                           | 川島瑞樹（東山奈央）、白坂小梅（桜咲千依）、アナスタシア（上坂すみれ）、神谷奈緒（松井恵理子）、北条加蓮（渕上舞） | 「オルゴールの小箱」 「ゴキゲンParty Night」 | ゲーム『アイドルマスター シンデレラガールズ』関連曲                                                      |
| 12月17日 | THE IDOLM@STER CINDERELLA MASTER Cool Jewelries! 002                                                           | アナスタシア（上坂すみれ） | 「見上げてごらん夜の星を」 | ゲーム『アイドルマスター シンデレラガールズ』関連曲                                                      |
| 12月17日 | テイルオン！ツインテイルズ                                                                                     | ツインテイルズ | 「テイルオン！ツインテイルズ」 | テレビアニメ『俺、ツインテールになります。』挿入歌                                                       |
| 12月27日 | SHOW BY ROCK!! - プラズマジカ                                                                                  | プラズマジカ | 「Can't stop DAISUKI !!」 | ゲーム『SHOW BY ROCK!!』関連曲                                                                           |
| 2015年   | | | | |
| 1月21日  | THE IDOLM@STER CINDERELLA GIRLS ANIMATION PROJECT 00 ST@RTER BEST                                              | CINDERELLA PROJECT | 「ススメ☆オトメ 〜jewel parade〜」 | テレビアニメ『アイドルマスター シンデレラガールズ』関連曲                                                |
| 2月18日  | THE IDOLM@STER CINDERELLA GIRLS ANIMATION PROJECT 01 Star!!                                                    | CINDERELLA PROJECT | 「Star!!」 | テレビアニメ『アイドルマスター シンデレラガールズ』オープニングテーマ                                    |
| 3月18日  | THE IDOLM@STER CINDERELLA GIRLS ANIMATION PROJECT 02 Memories                                                  | LOVE LAIKA | 「Memories」 | テレビアニメ『アイドルマスター シンデレラガールズ』挿入歌                                                |
| 3月18日  | THE IDOLM@STER CINDERELLA GIRLS ANIMATION PROJECT 02 Memories                                                  | LOVE LAIKA | 「夕映えプレゼント」 | テレビアニメ『アイドルマスター シンデレラガールズ』関連曲                                                |
| 3月25日  | 艦娘乃歌 Vol.1                                                                                                 | 吹雪（上坂すみれ）、睦月（日高里菜）、夕立（タニベユミ） | 「Bright Shower Days」 | テレビアニメ『艦隊これくしょん -艦これ-』関連曲                                                          |
| 3月25日  | 艦娘乃歌 Vol.1                                                                                                 | 艦娘特別艦隊 | 「Let's not say "good-bye"」 | テレビアニメ『艦隊これくしょん -艦これ-』エンディングテーマ                                              |
| 4月22日  | 青春はNon-Stop!                                                                                                | プラズマジカ | 「青春はNon-Stop!」 | テレビアニメ『SHOW BY ROCK!!』オープニングテーマ                                                         |
| 4月22日  | 青春はNon-Stop!                                                                                                | プラズマジカ | 「Close to you」 | テレビアニメ『SHOW BY ROCK!!』関連曲                                                                     |
| 4月22日  | やっぱりStand Up!!!!!／色彩crossroad                                                                           | てさプルん♪ | 「やっぱりStand Up!!!!!」 | テレビアニメ『てさぐれ！部活もの すぴんおふ プルプルんシャルムと遊ぼう』オープニングテーマ               |
| 4月22日  | やっぱりStand Up!!!!!／色彩crossroad                                                                           | てさプルん♪ | 「色彩crossroad」 | テレビアニメ『てさぐれ！部活もの すぴんおふ プルプルんシャルムと遊ぼう』エンディングテーマ               |
| 5月13日  | THE IDOLM@STER CINDERELLA GIRLS ANIMATION PROJECT 08 GOIN'!!!                                                  | CINDERELLA PROJECT | 「GOIN'!!!」 | テレビアニメ『アイドルマスター シンデレラガールズ』挿入歌                                                |
| 5月13日  | THE IDOLM@STER CINDERELLA GIRLS ANIMATION PROJECT 08 GOIN'!!!                                                  | CINDERELLA PROJECT | 「夕映えプレゼント」 | テレビアニメ『アイドルマスター シンデレラガールズ』エンディングテーマ                                    |
| 5月13日  | Have a nice MUSIC!!                                                                                            | プラズマジカ | 「Have a nice MUSIC!!」 | テレビアニメ『SHOW BY ROCK!!』エンディングテーマ                                                         |
| 5月13日  | Have a nice MUSIC!!                                                                                            | プラズマジカ | 「Joyfulness」 | テレビアニメ『SHOW BY ROCK!!』関連曲                                                                     |
| 5月20日  | てさプル！歌もの                                                                                               | 園田萌舞子（上田麗奈）、小此木友美（上坂すみれ） | 「桃色友達認定」 | テレビアニメ『てさぐれ！部活もの すぴんおふ プルプルんシャルムと遊ぼう』エンディングテーマ               |
| 6月3日   | 迷宮DESTINY／流星ドリームライン                                                                                | プラズマジカ | 「迷宮DESTINY」 「流星ドリームライン」 | テレビアニメ『SHOW BY ROCK!!』挿入歌                                                                     |
| 6月24日  | SHOW BY ROCK!! BD 第1巻 きゃにめ.jp限定版特典                                                                  | チュチュ（上坂すみれ） | 「青春はNon-Stop!」 「Close to you」 | テレビアニメ『SHOW BY ROCK!!』関連曲                                                                     |
| 6月26日  | ツキウタ。 11月（女子）天童院椿 流星舞台                                                                       | 天童院椿（上坂すみれ） | 「流星舞台」 「Тройка -white witch mix-」 | キャラクターCD『ツキウタ。』関連曲                                                                       |
| 7月22日  | TVアニメ『SHOW BY ROCK!!』OST Plus                                                                             | プラズマジカ | 「迷宮DESTINY 1st,session ver.」 「流星ドリームライン 1st,session ver.」 | テレビアニメ『SHOW BY ROCK!!』挿入歌                                                                     |
| 7月22日  | SHOW BY ROCK!! BD・DVD第2巻特典CD                                                                              | チュチュ（上坂すみれ） | 「夢を掴め青春まっしぐら！」 | テレビアニメ『SHOW BY ROCK!!』関連曲                                                                     |
| 7月23日  | アイドルマスター シンデレラガールズ BD・DVD 第3巻完全生産限定版特典CD「346Pro IDOL selection vol.2」           | アナスタシア（上坂すみれ） | 「Never say never -For Anastasia rearrange MIX-」 | ゲーム『アイドルマスター シンデレラガールズ』関連曲                                                      |
| 8月5日   | THE IDOLM@STER CINDERELLA GIRLS ANIMATION PROJECT 2nd season 01 Shine!!                                        | CINDERELLA PROJECT | 「Shine!!」 | テレビアニメ『アイドルマスター シンデレラガールズ』オープニングテーマ                                    |
| 8月26日  | SHOW BY ROCK!! BD 第3巻 きゃにめ.jp限定版特典                                                                  | チュチュ（上坂すみれ） | 「Have a nice MUSIC!!」 「Joyfulness」 | テレビアニメ『SHOW BY ROCK!!』関連曲                                                                     |
| 10月7日  | THE IDOLM@STER CINDERELLA GIRLS ANIMATION PROJECT 2nd season 04                                                | LOVE LAIKA with Rosenburg Engel［神崎蘭子（内田真礼）］ | 「この空の下」 | テレビアニメ『アイドルマスター シンデレラガールズ』挿入歌                                                |
| 10月14日 | THE IDOLM@STER CINDERELLA GIRLS ANIMATION PROJECT 2nd season 05                                                | アナスタシア（上坂すみれ） | 「Nebula Sky」 | テレビアニメ『アイドルマスター シンデレラガールズ』挿入歌                                                |
| 10月14日 | THE IDOLM@STER CINDERELLA GIRLS ANIMATION PROJECT 2nd season 05                                                | LOVE LAIKA | 「夢色ハーモニー」 | テレビアニメ『アイドルマスター シンデレラガールズ』関連曲                                                |
| 10月28日 | SHOW BY ROCK!! BD 第5巻 きゃにめ.jp限定版特典                                                                  | チュチュ（上坂すみれ） | 「迷宮DESTINY」 「流星ドリームライン」 | テレビアニメ『SHOW BY ROCK!!』関連曲                                                                     |
| 11月25日 | THE IDOLM@STER CINDERELLA GIRLS ANIMATION PROJECT 2nd season 2nd Season 07 M@GIC☆                              | CINDERELLA PROJECT | 「M@GIC☆」 | テレビアニメ『アイドルマスター シンデレラガールズ』挿入歌                                                |
| 11月25日 | THE IDOLM@STER CINDERELLA GIRLS ANIMATION PROJECT 2nd season 2nd Season 07 M@GIC☆                              | CINDERELLA PROJECT | 「夢色ハーモニー」 | テレビアニメ『アイドルマスター シンデレラガールズ』エンディングテーマ                                    |
| 11月25日 | SHOW BY ROCK!! BD ゲーマーズ全巻購入特典CD                                                                     | プラズマジカ | 「ツバサメロディー」 | テレビアニメ『SHOW BY ROCK!!』関連曲                                                                     |
| 2016年   | | | | |
| 4月27日  | STAR☆T | Sirius | 「Believe in Stars」 | ゲーム『バトルガール ハイスクール』関連曲                                                                |
| 5月18日  | 青春はOn-Going!                                                                                                | プラズマジカ | 「青春はOn-Going!」 「ラブリー☆チューニング」 | テレビアニメ『SHOW BY ROCK!!』関連曲                                                                     |
| 6月8日   | TVアニメ「ラクエンロジック」キャラソンアルバム「SONGS & MELODY」                                               | アテナ（上坂すみれ） | 「White Destination」 | テレビアニメ『ラクエンロジック』関連曲                                                                   |
| 7月25日  | 沖ドキ!オリジナルサウンドトラック                                                                              | 南野ハナ（上坂すみれ） | 「確信!誘惑☆Summer」 | パチスロ『沖ドキ!トロピカル』関連曲                                                                      |
| 8月12日  | ルナリア | 朝比奈乃々（伊藤美来）、柊つむぎ（上坂すみれ）、水島愛梨（遠藤ゆりか）、広瀬こはる（橋本ちなみ）、織宮結衣（佳村はるか） | 「ルナリア」 | ゲーム『オルタナティブガールズ』主題歌                                                                   |
| 8月12日  | プラズマジカル☆ミュージカル                                                                                    | プラズマジカ | 「プラズマジカル☆ミュージカル」 | テレビアニメ『SHOW BY ROCK!!』関連曲                                                                     |
| 8月24日  | ドレミファPARTY                                                                                                | プラズマジカ | 「ドレミファPARTY」 | テレビアニメ『SHOW BY ROCK!! しょ〜と!!』エンディングテーマ                                              |
| 8月24日  | ドレミファPARTY                                                                                                | プラズマジカ | 「Are You Studying?」 | テレビアニメ『SHOW BY ROCK!! しょ〜と!!』関連曲                                                          |
| 8月24日  | Pop☆Girls! | ROUGE | 「Unlock」 | ゲーム『バトルガール ハイスクール』関連曲                                                                |
| 9月15日  | AH-D1100 アストロガールズ・スペシャルエディション シリアルコード                                               | 雨立日（上坂すみれ） | 「ハレクモリアメユキカミナリ」 | デノン『アストロガールズ』関連曲                                                                         |
| 9月23日  | ツキウタ。シリーズ 天童院椿 嘆きの谷のカメーリア                                                               | 天童院椿（上坂すみれ） | 「嘆きの谷のカメ―リア」 「銀白騎士隊賛歌」 | キャラクターCD『ツキウタ。』関連曲                                                                       |
| 10月5日  | My Song is YOU !!                                                                                              | プラズマジカ | 「My Song is YOU !!」 | テレビアニメ『SHOW BY ROCK!!#』エンディングテーマ                                                        |
| 10月5日  | My Song is YOU !!                                                                                              | プラズマジカ | 「Hazy Twinkle」 | テレビアニメ『SHOW BY ROCK!!#』関連曲                                                                    |
| 10月12日 | ハートをRock!!                                                                                                 | プラズマジカ | 「ハートをRock!!」 | テレビアニメ『SHOW BY ROCK!!#』オープニングテーマ                                                        |
| 10月12日 | ハートをRock!!                                                                                                 | プラズマジカ | 「確かめたくて」 | テレビアニメ『SHOW BY ROCK!!#』関連曲                                                                    |
| 10月14日 | THE IDOLM@STER CINDERELLA GIRLS 4thLIVE TriCastle Story -Brand new Castle- 会場オリジナルCD 絶対ピンクな小箱   | アナスタシア（上坂すみれ） | 「オルゴールの小箱」 | ゲーム『アイドルマスター シンデレラガールズ』関連曲                                                      |
| 10月19日 | 『プリシラと魔法の本』コンピレーショントラック                                                                 | プリシラ（上坂すみれ） | 「V=ユメの魔法ボタン」 「未来の色は何色だ」 | パチスロ『プリシラと魔法の本』関連曲                                                                     |
| 11月9日  | TVアニメ『SHOW BY ROCK!!#』CD 前半4タイトル購入特典CD                                                          | チュチュ（上坂すみれ） | 「青春はOn-Going!」 「ラブリー☆チューニング」 | テレビアニメ『SHOW BY ROCK!!#』関連曲                                                                    |
| 11月23日 | 「この美術部には問題がある！」BD・DVD第3巻 キャラクターソングCD vol.1                                          | 宇佐美みずき（小澤亜李）、コレット（上坂すみれ）、立花夢子（水樹奈々） | 「青空キャンバス」 | テレビアニメ『この美術部には問題がある！』関連曲                                                         |
| 11月30日 | プラズマism / 絆エターナル                                                                                     | プラズマジカ | 「プラズマism」 「絆エターナル」 | テレビアニメ『SHOW BY ROCK!!#』挿入歌                                                                    |
| 12月21日 | My Resolution〜未来への絆〜                                                                                    | プラズマジカ | 「My Resolution〜未来への絆〜」 | テレビアニメ『SHOW BY ROCK!!#』関連曲                                                                    |
| 12月21日 | My Resolution〜未来への絆〜                                                                                    | プラズマジカ | 「流星ドリームライン ballade version」 | テレビアニメ『SHOW BY ROCK!!#』挿入歌                                                                    |
| 12月21日 | ガールフレンド（仮） キャラクターソングシリーズ Vol.01                                                         | エトワール | 「ニッポンは興味深いのです。」 | ゲーム『ガールフレンド（仮）』関連曲                                                                     |
| 12月28日 | SHOW BY ROCK!!# BD 第1巻 きゃにめ.jp限定版特典                                                                 | チュチュ（上坂すみれ） | 「ハートをRock!!」 「確かめたくて」 | テレビアニメ『SHOW BY ROCK!!#』関連曲                                                                    |
| 2017年   | | | | |
| 1月7日   | ＊＊＊＊ | プラズマジカ | 「＊＊＊＊」 | リアル脱出ゲーム『ぴゅ〜るランド最大の危機からの脱出！』主題歌                                           |
| 1月18日  | TVアニメ『SHOW BY ROCK!!』OST Plus 2                                                                           | プラズマジカ | 「プラズマism（チュチュ ver. TV edit.）」 | テレビアニメ『SHOW BY ROCK!!#』関連曲                                                                    |
| 1月18日  | TVアニメ『SHOW BY ROCK!!』OST Plus 2                                                                           | プラズマジカ、シンガンクリムゾンズ［クロウ（谷山紀章）］、トライクロニカ［シュウ☆ゾー（宮野真守）］、クリティクリスタ［ロージア（日高里菜）］、徒然なる操り霧幻庵［ダル太夫（潘めぐみ）］ | 「My Resolution〜未来への絆〜（TV Special edit.）」 | テレビアニメ『SHOW BY ROCK!!#』挿入歌                                                                    |
| 2月8日   | THE IDOLM@STER CINDERELLA MASTER EVERMORE                                                                      | アナスタシア（上坂すみれ）、緒方智絵里（大空直美）、神谷奈緒（松井恵理子）、川島瑞樹（東山奈央）、輿水幸子（竹達彩奈）、小早川紗枝（立花理香）、佐久間まゆ（牧野由依）、白坂小梅（桜咲千依）、高森藍子（金子有希）、十時愛梨（原田ひとみ）、日野茜（赤﨑千夏）、北条加蓮（渕上舞）、星輝子（松田颯水）、堀裕子（鈴木絵理）、三村かな子（大坪由佳） | 「ゴキゲンParty Night」 | ゲーム『アイドルマスター シンデレラガールズ』関連曲                                                      |
| 2月8日   | THE IDOLM@STER CINDERELLA MASTER EVERMORE                                                                      | 大橋彩香、福原綾香、原紗友里、藍原ことみ、青木志貴、青木瑠璃子、飯田友子、五十嵐裕美、今井麻夏、上坂すみれ、内田真礼、桜咲千依、大空直美、大坪由佳、金子真由美、金子有希、木村珠莉、黒沢ともよ、佐藤亜美菜、下地紫野、洲崎綾、鈴木絵理、髙野麻美、高森奈津美、立花理香、種﨑敦美、千菅春香、東山奈央、長島光那、原優子、早見沙織、春瀬なつみ、渕上舞、牧野由依、松井恵理子、松嵜麗、三宅麻理恵、村中知、杜野まこ、安野希世乃、山下七海、山本希望、佳村はるか、ルゥティン、和氣あず未 | 「EVERMORE（4thLIVE MIX）」 | ゲーム『アイドルマスター シンデレラガールズ』関連曲                                                      |
| 2月22日  | SHOW BY ROCK!!# BD 第3巻 きゃにめ.jp限定版特典                                                                 | チュチュ（上坂すみれ） | 「My Song is YOU!!」 | テレビアニメ『SHOW BY ROCK!!#』関連曲                                                                    |
| 2月22日  | 「この美術部には問題がある！」BD・DVD第6巻 キャラクターソングCD vol.2                                          | 宇佐美みずき（小澤亜李）、コレット（上坂すみれ）、伊万莉まりあ（東山奈央）、立花夢子（水樹奈々） | 「ココロ*パレット（合唱 ver.）」 | テレビアニメ『この美術部には問題がある！』関連曲                                                         |
| 2月22日  | 「この美術部には問題がある！」BD・DVD第6巻 キャラクターソングCD vol.2                                          | コレット（上坂すみれ） | 「全然行っちゃって！」 | テレビアニメ『この美術部には問題がある！』関連曲                                                         |
| 4月19日  | THE IDOLM@STER CINDERELLA GIRLS STARLIGHT MASTER 10 Jet to the Future                                          | アナスタシア（上坂すみれ） | 「たくさん！」 | ゲーム『アイドルマスター シンデレラガールズ スターライトステージ』関連曲                                 |
| 4月19日  | SHOW BY ROCK!!# BD 第5巻 きゃにめ.jp限定版特典                                                                 | チュチュ（上坂すみれ） | 「プラズマism」 「絆エターナル」 | テレビアニメ『SHOW BY ROCK!!#』関連曲                                                                    |
| 5月17日  | ガールフレンド（仮） キャラクターソングシリーズ Vol.05                                                         | ユーリヤ・ヴャルコワ（上坂すみれ） | 「そよ風のピルエット」 | ゲーム『ガールフレンド（仮）』関連曲                                                                     |
| 5月17日  | TVアニメ『SHOW BY ROCK!!#』 Blu-ray ゲーマーズ全巻購入特典CD                                                   | プラズマジカ | 「未来サーチライト」 | テレビアニメ『SHOW BY ROCK!!#』関連曲                                                                    |
| 5月17日  | TVアニメ『SHOW BY ROCK!!#』 Blu-ray Amazon.co.jp全巻購入特典CD                                                 | プラズマジカ | 「Heartful Session」 | テレビアニメ『SHOW BY ROCK!!#』関連曲                                                                    |
| 7月26日  | ホシノキズナ                                                                                                   | 神樹ヶ峰女学園星守クラス | 「ホシノキズナ」 | テレビアニメ『バトルガール ハイスクール』オープニングテーマ                                              |
| 7月26日  | ハンドシェイカー キャラクターソングス                                                                          | チヅル（上坂すみれ）、ハヤテ（石川界人） | 「世界を笑顔だけで満たそう」 | テレビアニメ『ハンドシェイカー』関連曲                                                                   |
| 8月23日  | 艦隊これくしょん -艦これ- キャラクターソング “艦娘乃歌” Vol.2                                                  | 吹雪（上坂すみれ） | 「吹雪」 | テレビアニメ『艦隊これくしょん -艦これ-』関連曲                                                          |
| 8月23日  | シンデレラブレイド3 Big Bonus Music                                                                            | プリシラ（上坂すみれ） | 「マジカルぴぴるれにゃ〜ん」 | パチスロ『シンデレラブレイド3』関連曲                                                                    |
| 9月1日   | AH-C620R アストロガールズ・スペシャルエディション シリアルコード                                               | 雨立日（上坂すみれ） | 「ハジマモノガタリ」 | デノン『アストロガールズ』関連曲                                                                         |
| 9月20日  | 異世界はスマートフォンとともに。キャラクターソングVol.3 スゥシィ&リーン                                        | リーン（上坂すみれ） | 「刮目！魔法少女まじかる☆リーン」 「純情エモーショナル」 | テレビアニメ『異世界はスマートフォンとともに。』関連曲                                                   |
| 9月20日  | 異世界はスマートフォンとともに。BD/DVD早期予約特典CD                                                           | エルゼ（内田真礼）、リンゼ（福緒唯）、八重（赤﨑千夏）、ユミナ（高野麻里佳）、スゥシィ（山下七海）、リーン（上坂すみれ） | 「純情エモーショナル」 | テレビアニメ『異世界はスマートフォンとともに。』エンディングテーマ                                       |
| 10月20日 | AH-C620R アストロガールズ・スペシャルエディション 追加特典                                                     | 雨立日（上坂すみれ）、 雨立申（小倉唯） | 「AstroElectronic」 | デノン『アストロガールズ』関連曲                                                                         |
| 12月6日  | THE IDOLM@STER CINDERELLA GIRLS LITTLE STARS! 秋めいて Ding Dong Dang!                                         | アナスタシア（上坂すみれ）、佐々木千枝（今井麻夏）、速水奏（飯田友子）、北条加蓮（渕上舞）、新田美波（洲崎綾） | 「秋めいて Ding Dong Dang!」 | テレビアニメ『アイドルマスター シンデレラガールズ劇場』エンディングテーマ                                |
| 12月6日  | THE IDOLM@STER CINDERELLA GIRLS LITTLE STARS! 秋めいて Ding Dong Dang!                                         | アナスタシア（上坂すみれ） | 「秋めいて Ding Dong Dang!」 | テレビアニメ『アイドルマスター シンデレラガールズ劇場』関連曲                                            |
| 12月6日  | THE IDOLM@STER CINDERELLA GIRLS LITTLE STARS! 秋めいて Ding Dong Dang!                                         | アナスタシア（上坂すみれ）、渋谷凛（福原綾香） | 「輝く世界の魔法 -しんげきRemix-」 | テレビアニメ『アイドルマスター シンデレラガールズ劇場』関連曲                                            |
| 12月12日 | Little Dreamer                                                                                                 | 美雲このは（上坂すみれ） | 「Little Dreamer」 「クロワッサン」 | GMOインターネット『ConoHa』関連曲                                                                        |
| 12月20日 | バトルガール ハイスクール BD・DVD第2巻特典CD                                                                   | 火向井ゆり（上坂すみれ） | 「ホシノキズナ」 「Believe in Stars」 「Unlock」 「Dear Dreamer」 | テレビアニメ『バトルガール ハイスクール』関連曲                                                          |
| 2018年   | | | | |
| 1月11日  | {re}coding | 暮井慧（上坂すみれ） | 「{re}coding」 | IT・開発系コミュニティ『プログラミング生放送』関連楽曲                                                   |
| 3月7日   | 乱れ雪月花/Drive Away                                                                                          | 居合アーサー（上坂すみれ） | 「乱れ雪月花」 | ゲーム『ミリオンアーサー アルカナブラッド』関連曲                                                        |
| 3月28日  | ポプテピピック ALL TIME BEST                                                                                   | ドロップスターズ | 「Twinkling star」 | テレビアニメ『ポプテピピック』オープニングテーマ                                                         |
| 4月11日  | THE IDOLM@STER CINDERELLA GIRLS MASTER SEASONS SPRING!                                                         | アナスタシア（上坂すみれ）、五十嵐響子（種﨑敦美）、依田芳乃（高田憂希） | 「桜の風」 | ゲーム『アイドルマスター シンデレラガールズ』関連曲                                                      |
| 5月23日  | THE IDOLM@STER CINDERELLA GIRLS STARLIGHT MASTER 17 Nothing but You                                            | アナスタシア（上坂すみれ）、神谷奈緒（松井恵理子）、中野有香（下地紫野）、前川みく（高森奈津美）、星輝子（松田颯水） | 「Nothing but You（M@STER VERSION）」 | ゲーム『アイドルマスター シンデレラガールズ スターライトステージ』関連曲                                 |
| 5月28日  | Docking☆Heart                                                                                                  | 美雲このは（上坂すみれ） | 「Docking☆Heart」 「クロワッサン」 | GMOインターネット『ConoHa』イメージキャラクター「美雲このは」関連曲                                      |
| 6月6日   | ON STAGE LIFE                                                                                                  | 音楽少女 | 「ON STAGE LIFE」 | テレビアニメ『音楽少女』挿入歌                                                                           |
| 6月6日   | ON STAGE LIFE                                                                                                  | 音楽少女 | 「ON STAGE LIFE (Taishi ReMix)」 | テレビアニメ『音楽少女』関連曲                                                                           |
| 7月25日  | お願いマーガレット                                                                                             | 音楽少女 | 「お願いマーガレット」 | テレビアニメ『音楽少女』挿入歌                                                                           |
| 8月8日   | シャイニング・ピース                                                                                           | 音楽少女 | 「シャイニング・ピース」 | テレビアニメ『音楽少女』エンディングテーマ                                                               |
| 8月8日   | シャイニング・ピース                                                                                           | 音楽少女 | 「シャイニング・ピース（Taishi ReMix）」 | テレビアニメ『音楽少女』関連曲                                                                           |
| 9月19日  | 自由の空へ | 迎桐（上坂すみれ） | 「自由の空へ」 | テレビアニメ『音楽少女』挿入歌                                                                           |
| 9月19日  | 自由の空へ | 迎桐（上坂すみれ） | 「Dreaming Edelweiss」 | テレビアニメ『音楽少女』関連曲                                                                           |
| 9月26日  | シャイニング・ピーシーズ                                                                                       | 音楽少女 | 「シャイニング・ピース」 | テレビアニメ『音楽少女』挿入歌                                                                           |
| 9月26日  | シャイニング・ピーシーズ                                                                                       | 迎桐（上坂すみれ） | 「シャイニング・ピース」 | テレビアニメ『音楽少女』関連曲                                                                           |
| 10月13日 | モテたいのー/おうちに帰ろう                                                                                    | ひもてはうす住人一同 | 「モテたいのー」 | テレビアニメ『ひもてはうす』オープニングテーマ                                                           |
| 10月13日 | モテたいのー/おうちに帰ろう                                                                                    | ひもてはうす住人一同 | 「おうちに帰ろう」 | テレビアニメ『ひもてはうす』挿入歌                                                                       |
| 11月9日  | THE IDOLM@STER CINDERELLA GIRLS 6thLIVE MERRY-GO-ROUNDOME!!! MASTER SEASONS SPRING! SOLO REMIX                 | アナスタシア（上坂すみれ） | 「桜の風」 | ゲーム『アイドルマスター シンデレラガールズ』関連曲                                                      |
| 11月17日 | 『ひもてはうす』キャラクターカップリングソング集                                                               | 紐手ときよ※桃園しばり（木野日菜）、新井みなも（上坂すみれ） | 「一輪」 「おうちに帰ろう（Duet ver.3）」 | テレビアニメ『ひもてはうす』関連曲                                                                       |
| 12月26日 | 音楽少女 BD第4巻特典CD                                                                                         | 迎羽織（小倉唯）、迎桐（上坂すみれ） | 「以心伝心のユーフォリア」 | テレビアニメ『音楽少女』関連曲                                                                           |
| 2019年   | | | | |
| 1月11日  | アルゴリズミックえぶりでい                                                                                     | 暮井慧（上坂すみれ） | 「アルゴリズミックえぶりでい」 | IT・開発系コミュニティ『プログラミング生放送』関連楽曲                                                   |
| 3月29日  | Seleas | Seleas | 「Seleas」 「T.O.T.M. -TAKOPA On The Moon-」 | キャラクターCD『ツキウタ。』関連曲                                                                       |
| 4月17日  | ポプテピピック ALL TIME BEST 2                                                                                 | ドロップスターズ | 「Pretty candle star」 | テレビアニメ『ポプテピピック』オープニングテーマ                                                         |
| 6月12日  | りんご色メモリーズ                                                                                             | 児嶋加奈（上坂すみれ） | 「りんご色メモリーズ」 | テレビアニメ『なんでここに先生が!?』エンディングテーマ                                                   |
| 6月19日  | P SHOW BY ROCK!! CD                                                                                            | プラズマジカ | 「NEVER ENDING DREAM」 | パチンコ『P SHOW BY ROCK!!』関連曲                                                                       |
| 6月19日  | P SHOW BY ROCK!! CD きゃにめ特典CD                                                                             | チュチュ（上坂すみれ） | 「NEVER ENDING DREAM」 | パチンコ『P SHOW BY ROCK!!』関連曲                                                                       |
| 7月22日  | - | リーシャ（上坂すみれ） | 「蒼の軌跡」 | ゲーム『アルピエル』関連曲                                                                               |
| 8月7日   | 教えて...!トゥインクル☆                                                                                        | マオ（上坂すみれ） | 「コズミック☆ミステリー☆ガール」 | テレビアニメ『スター☆トゥインクルプリキュア』挿入歌                                                      |
| 8月21日  | SHOW BY ROCK!! COMPLETE Blu-ray BOX きゃにめ特典CD                                                             | チュチュ（上坂すみれ） | 「ドレミファPARTY」 | テレビアニメ『SHOW BY ROCK!! しょ〜と!!』関連曲                                                          |
| 8月21日  | スター☆トゥインクルプリキュア イメージソングファイル                                                           | キュアスター（成瀬瑛美）、キュアミルキー（小原好美）、キュアソレイユ（安野希世乃）、キュアセレーネ（小松未可子）、キュアコスモ（上坂すみれ） | 「キラリ☆彡スター☆トゥインクルプリキュア（5 PRECURE Ver.）」 | テレビアニメ『スター☆トゥインクルプリキュア』関連曲                                                      |
| 8月21日  | スター☆トゥインクルプリキュア イメージソングファイル                                                           | ユニ（上坂すみれ） | 「Prism Rainbow Heart」 | テレビアニメ『スター☆トゥインクルプリキュア』関連曲                                                      |
| 9月2日   | THE IDOLM@STER CINDERELLA GIRLS 7thLIVE TOUR Special 3chord♪ Comical Pops! 会場オリジナルCD                    | アナスタシア（上坂すみれ） | 「Nothing but You（M@STER VERSION）」 | ゲーム『アイドルマスター シンデレラガールズ スターライトステージ』関連曲                                 |
| 10月16日 | Twinkle Stars                                                                                                  | キュアスター（成瀬瑛美）、キュアミルキー（小原好美）、キュアソレイユ（安野希世乃）、キュアセレーネ（小松未可子）、キュアコスモ（上坂すみれ） | 「Twinkle Stars」 | 劇場アニメ『映画 スター☆トゥインクルプリキュア 星のうたに想いをこめて』劇中歌                            |
| 12月12日 | 新サクラ大戦 初回限定版特典CD「歴代歌謡集」                                                                    | 天宮さくら（佐倉綾音）、東雲初穂（内田真礼）、望月あざみ（山村響）、アナスタシア・パルマ（福原綾香）、クラリス（早見沙織）、ホワン・ユイ（上坂すみれ）、ランスロット（沼倉愛美）、エリス（水樹奈々） | 「新たなる」 | ゲーム『新サクラ大戦』エンディングテーマ                                                                 |
| 12月12日 | 新サクラ大戦 初回限定版特典CD「歴代歌謡集」                                                                    | ホワン・ユイ（上坂すみれ） | 「虹の彼方」 | ゲーム『新サクラ大戦』関連曲                                                                             |
| 10月23日 | THE IDOLM@STER CINDERELLA GIRLS STARLIGHT MASTER for the NEXT! 01 TRUE COLORS                                  | 城ヶ崎美嘉（佳村はるか）、高森藍子（金子有希）、アナスタシア（上坂すみれ）、藤原肇（鈴木みのり）、乙倉悠貴（中島由貴）、黒埼ちとせ（佐倉薫）、白雪千夜（関口理咲）、久川颯（長江里加）、久川凪（立花日菜） | 「TRUE COLORS（M@STER VERSION）」 | ゲーム『アイドルマスター シンデレラガールズ スターライトステージ』関連曲                                 |
| 10月23日 | THE IDOLM@STER CINDERELLA GIRLS STARLIGHT MASTER for the NEXT! 01 TRUE COLORS                                  | アナスタシア（上坂すみれ） | 「TRUE COLORS（M@STER VERSION）」 | ゲーム『アイドルマスター シンデレラガールズ スターライトステージ』関連曲                                 |
| 10月23日 | THE IDOLM@STER CINDERELLA GIRLS STARLIGHT MASTER 33 Starry-Go-Round                                            | 前川みく（高森奈津美）、大槻唯（山下七海）、アナスタシア（上坂すみれ）、姫川友紀（杜野まこ）、二宮飛鳥（青木志貴） | 「Starry-Go-Round（M@STER VERSION）」 | ゲーム『アイドルマスター シンデレラガールズ スターライトステージ』関連曲                                 |
| 11月27日 | プリンセスコネクト！Re:Dive PRICONNE CHARACTER SONG 11                                                         | イオ（伊藤静）、ミサキ（久野美咲）、スズナ（上坂すみれ） | 「背伸びFirst Kiss」 | ゲーム『プリンセスコネクト！Re:Dive』挿入歌                                                              |
| 12月18日 | SHOW BY ROCK!! BEST Vol.3                                                                                      | プラズマジカ［チュチュ（上坂すみれ）］ | 「檸檬と蜂蜜」 | ゲーム『SHOW BY ROCK!!』関連曲                                                                           |
| 2020年   | | | | |
| 2月5日   | 異世界ショータイム/ポンコツ！異世界シアター                                                                    | シャルティア（上坂すみれ）、めぐみん（高橋李依）、レム（水瀬いのり）、ヴィーシャ（早見沙織） | 「ポンコツ！異世界シアター」 | テレビアニメ『異世界かるてっと2』エンディングテーマ                                                      |
| 2月21日  | ConoHa | 美雲このは（上坂すみれ） | 「Little Dreamer -Future Happy Remix-」 「クロワッサン -EasyPop Remix-」 「Docking☆Heart -騒やかROCK MIX-」 「Realize -Jumpin' Remix-」 「空色Drops -Rainyスクランブル-」 「Bluetopia -Rocket Chip mix-」 | 「美雲このは」関連曲                                                                                     |
| 2月21日  | ConoHa | 美雲あんず（内田真礼）、美雲このは（上坂すみれ） | 「UP TO YOU -Up Lift Remix-」 | 「美雲このは」関連曲                                                                                     |
| 2月26日  | TVアニメーション『アズールレーン』バディキャラクターソングシングル Vol.2 クイーン・エリザベス & ウォースパイト | クイーン・エリザベス（上坂すみれ）、ウォースパイト（上坂すみれ） | 「ウェルカム トゥ ブリリアントパーティ☆」 「悠久のカタルシス」 | テレビアニメ『アズールレーン』関連曲                                                                     |
| 3月25日  | 恋する小惑星 サウンドコレクション                                                                              | 森野真理（上坂すみれ） | 「ポラリスをみつけたら」 | テレビアニメ『恋する小惑星』関連曲                                                                       |
| 4月8日   | P G1 DREAMROAD サンセイオリジナルサウンドトラックアルバム                                                      | 有馬さつき（上坂すみれ） | 「Overtake You!!」 「全力！ラストスパート！」 | パチンコ『P G1 DREAMROAD』関連曲                                                                         |
| 4月8日   | P G1 DREAMROAD サンセイオリジナルサウンドトラックアルバム                                                      | 有馬さつき（上坂すみれ）、有馬きっか（八巻アンナ）、有馬やよい（佐倉薫） | 「Overtake You!! 〜take you remix〜」 | パチンコ『P G1 DREAMROAD』関連曲                                                                         |
| 4月22日  | 虚構推理 BD・DVD第2巻特典CD                                                                                    | 七瀬かりん（上坂すみれ） | 「火炎放射器とわたし」 | テレビアニメ『虚構推理』挿入歌                                                                           |
| 5月27日  | 桜夢見し | 帝国歌劇団・花組、エリス（水樹奈々）、ランスロット（沼倉愛美）、ホワン・ユイ（上坂すみれ） | 「桜夢見し」 | テレビアニメ『新サクラ大戦 the Animation』エンディングテーマ                                             |
| 11月25日 | LET'S CLIMB↑                                                                                                   | 花宮女子クライミング部 | 「LET'S CLIMB↑」 | テレビアニメ『いわかける！ - Sport Climbing Girls -』エンディングテーマ                                  |
| 11月25日 | LET'S CLIMB↑                                                                                                   | 笠原好（上坂すみれ） | 「LET'S CLIMB↑」 | テレビアニメ『いわかける！ - Sport Climbing Girls -』エンディングテーマ                                  |
| 11月25日 | LET'S CLIMB↑                                                                                                   | 笠原好（上坂すみれ）、上原隼（石川由依） | 「Feel of the moment」 | テレビアニメ『いわかける！ - Sport Climbing Girls -』関連曲                                              |
| 11月25日 | Beautiful World/HYBRID                                                                                         | Ray | 「Beautiful World」 | テレビアニメ『Lapis Re:LiGHTs』関連曲                                                                    |
| 11月25日 | Beautiful World/HYBRID                                                                                         | Ray | 「HYBRID」 | テレビアニメ『Lapis Re:LiGHTs』挿入歌                                                                    |
| 2021年   | | | | |
| 1月20日  | ドレミファSTARS!!/星空ライトストーリー                                                                         | プラズマジカ、Mashumairesh! | 「ドレミファSTARS!!」 | テレビアニメ『SHOW BY ROCK!! STARS!!』オープニングテーマ                                                 |
| 1月26日  | 進め！むじなカンパニー                                                                                         | Neko Hacker feat. 六科なじむ（日高里菜）、割戸真友（金元寿子）、軽井沢ユキ（上坂すみれ）、出稼ぎガルシア（金子彩花） | 「進め！むじなカンパニー」 | Webアニメ『幼女社長』オープニングテーマ                                                                  |
| 2月17日  | TVアニメ「SHOW BY ROCK!!STARS!!」挿入歌ミニアルバム Vol.1                                                      | プラズマジカ | 「Do!It!Happy大冒険！」 | テレビアニメ『SHOW BY ROCK!! STARS!!』挿入歌                                                             |
| 2月17日  | THE IDOLM@STER CINDERELLA GIRLS Broadcast & Live Happy New Yell!!! オリジナルCD                                | アナスタシア（上坂すみれ） | 「Starry-Go-Round（M@STER VERSION）」 | ゲーム『アイドルマスター シンデレラガールズ スターライトステージ』関連曲                                 |
| 2月24日  | 刀使ノ巫女 刻みし一閃の燈火 BD・DVD特典CD                                                                      | 安桜美炎（茜屋日海夏）、瀬戸内智恵（石原夏織）、七之里呼吹（五十嵐裕美）、六角清香（藤田茜）、木寅ミルヤ（沼倉愛美）、山城由依（上坂すみれ） | 「blurry shadow」 | OVA『刀使ノ巫女 刻みし一閃の燈火』主題歌                                                                 |
| 3月17日  | ウマ娘 プリティーダービー WINNING LIVE 01                                                                      | スペシャルウィーク（和氣あず未）、サイレンススズカ（高野麻里佳）、トウカイテイオー（Machico）、マルゼンスキー（Lynn）、オグリキャップ（高柳知葉）、ゴールドシップ（上田瞳）、ウオッカ（大橋彩香）、ダイワスカーレット（木村千咲）、タイキシャトル（大坪由佳）、グラスワンダー（前田玲奈）、メジロマックイーン（大西沙織）、エルコンドルパサー（髙橋ミナミ）、シンボリルドルフ（田所あずさ）、エアグルーヴ（青木瑠璃子）、マヤノトップガン（星谷美緒）、メジロライアン（土師亜文）、ライスシャワー（石見舞菜香）、アグネスタキオン（上坂すみれ）、ウイニングチケット（渡部優衣）、サクラバクシンオー（三澤紗千香）、スーパークリーク（優木かな）、ハルウララ（首藤志奈）、マチカネフクキタル（新田ひより）、ナイスネイチャ（前田佳織里）、キングヘイロー（佐伯伊織） | 「GIRLS' LEGEND U」 | ゲーム『ウマ娘 プリティーダービー』オープニングテーマ                                                    |
| 3月17日  | ウマ娘 プリティーダービー WINNING LIVE 01                                                                      | スペシャルウィーク（和氣あず未）、サイレンススズカ（高野麻里佳）、トウカイテイオー（Machico）、マルゼンスキー（Lynn）、オグリキャップ（高柳知葉）、ゴールドシップ（上田瞳）、ウオッカ（大橋彩香）、ダイワスカーレット（木村千咲）、タイキシャトル（大坪由佳）、グラスワンダー（前田玲奈）、メジロマックイーン（大西沙織）、エルコンドルパサー（髙橋ミナミ）、シンボリルドルフ（田所あずさ）、エアグルーヴ（青木瑠璃子）、マヤノトップガン（星谷美緒）、メジロライアン（土師亜文）、ライスシャワー（石見舞菜香）、アグネスタキオン（上坂すみれ）、ウイニングチケット（渡部優衣）、サクラバクシンオー（三澤紗千香）、スーパークリーク（優木かな）、ハルウララ（首藤志奈）、マチカネフクキタル（新田ひより）、ナイスネイチャ（前田佳織里）、キングヘイロー（佐伯伊織） | 「うまぴょい伝説」 | ゲーム『ウマ娘 プリティーダービー』関連曲                                                                |
| 3月17日  | SHOW BY ROCK!! STARS!! BD第1巻 きゃにめ特典CD                                                                  | プラズマジカ | 「ドレミファSTARS!!」 | テレビアニメ『SHOW BY ROCK!! STARS!!』関連曲                                                             |
| 3月24日  | 電脳戦隊ラストエンジェルス SP STAGE 1                                                                          | ラストエンジェルス | 「Angels of the Light」 | 『電脳戦隊ラストエンジェルス』テーマソング                                                               |
| 3月31日  | ウマ娘 プリティーダービー Season 2 ANIMATION DERBY Season 2 vol.3「Original Sound Track」                      | ミホノブルボン（長谷川育美）、セイウンスカイ（鬼頭明里）、アグネスタキオン（上坂すみれ）、テイエムオペラオー（徳井青空）、エアシャカール（津田美波）、ゴールドシップ（上田瞳）、ナリタタイシン（渡部恵子） | 「Enjoy and Join」 | OVA『ウマ娘 プリティーダービー』エンディングテーマ                                                       |
| 4月7日   | TVアニメ「SHOW BY ROCK!!STARS!!」挿入歌ミニアルバム Vol.2                                                      | プラズマジカ、Mashumairesh! | 「ランナーズハイ!!」 | テレビアニメ『SHOW BY ROCK!! STARS!!』挿入歌                                                             |
| 4月14日  | 令和絶対命令/セクレタリーの秘かな愉しみ                                                                        | 軽井沢ユキ（上坂すみれ）、アーバンギャルド | 「令和絶対命令」 「セクレタリーの秘かな愉しみ」 | Webアニメ『幼女社長』関連曲                                                                              |
| 4月21日  | SHOW BY ROCK!! BEST Vol.4                                                                                      | プラズマジカ | 「未来ウォンテッド」 | ゲーム『SHOW BY ROCK!! Fes A Live』関連曲                                                                |
| 4月21日  | 暴走アグレッション/カラフル・キャンバス                                                                        | 長瀞さん（上坂すみれ）、ガモちゃん（小松未可子）、ヨッシー（鈴木愛奈）、桜（井澤詩織） | 「暴走アグレッション」 | Webラジオ『上坂すみれ×鈴木愛奈のTVアニメ「イジらないで、長瀞さん」らじお〜イジらじ！〜』主題歌           |
| 4月21日  | 暴走アグレッション/カラフル・キャンバス                                                                        | 長瀞さん（上坂すみれ）、ガモちゃん（小松未可子）、ヨッシー（鈴木愛奈）、桜（井澤詩織） | 「カラフル・キャンバス」 | テレビアニメ『イジらないで、長瀞さん』エンディングテーマ                                                 |
| 4月21日  | 電脳戦隊ラストエンジェルス SP STAGE 2                                                                          | ジギー（上坂すみれ） | 「Runway, just believe」 | 『電脳戦隊ラストエンジェルス』関連曲                                                                     |
| 5月19日  | SHOW BY ROCK!! STARS!! BD第2巻 きゃにめ特典CD                                                                  | チュチュ（上坂すみれ） | 「Do!It!Happy大冒険！」 | テレビアニメ『SHOW BY ROCK!! STARS!!』関連曲                                                             |
| 5月26日  | イジらないで、長瀞さん BD第1巻特典CD                                                                           | 長瀞さん（上坂すみれ） | 「ラブ♥サジェスティック」 「カラフル・キャンバス」 | テレビアニメ『イジらないで、長瀞さん』関連曲                                                             |
| 7月21日  | SHOW BY ROCK!! STARS!! BD第4巻 きゃにめ特典CD                                                                  | プラズマジカ | 「ランナーズハイ!!」 | テレビアニメ『SHOW BY ROCK!! STARS!!』関連曲                                                             |
| 8月25日  | 星の旅人/シナヤカナミライ/薔薇と私                                                                             | 杉本紗和（上坂すみれ）、山田彩子（佐々木李子） | 「シナヤカナミライ」 | テレビアニメ『かげきしょうじょ!!』エンディングテーマ                                                     |
| 8月27日  | 月凍詩篇-或る羊飼いのウタ-                                                                                     | 天童院椿（上坂すみれ） | 「月凍詩篇-或る羊飼いのウタ-」 | キャラクターCD『ツキウタ。』関連曲                                                                       |
| 8月28日  | 3rd EVENT WINNING DREAM STAGE Solo Vocal Tracks Vol.1                                                          | アグネスタキオン（上坂すみれ） | 「winning the soul（Game Size）」 | ゲーム『ウマ娘 プリティーダービー』関連曲                                                                |
| 9月29日  | かげきしょうじょ!! 音楽集                                                                                      | 渡辺さらさ（千本木彩花）、奈良田愛（花守ゆみり）、杉本紗和（上坂すみれ）、星野薫（大地葉）、山田彩子（佐々木李子）、沢田千夏（松田利冴）、沢田千秋（松田颯水） | 「桜吹雪舞うなかに」 | テレビアニメ『かげきしょうじょ!!』関連曲                                                                 |
| 9月29日  | かげきしょうじょ!! 音楽集                                                                                      | 杉本紗和（上坂すみれ） | 「桜吹雪舞うなかに」 | テレビアニメ『かげきしょうじょ!!』関連曲                                                                 |
| 10月6日  | Alternative Girls Best Memorial Collection                                                                     | 柊つむぎ（上坂すみれ） | 「にゃんでもにゃい日のにゃにゃ不思議」 | ゲーム『オルタナティブガールズ』関連曲                                                                   |
| 10月27日 | 何時何分地球が何回まわったら                                                                                   | ハナエ,ワカバ（上坂すみれ） | 「花は二度散る」 | 『何時何分地球が何回まわったら』関連曲                                                                   |
| 11月3日  | 『ウルトラマントリガー』キャラクターソングミニアルバム                                                         | カルミラ（上坂すみれ）、ダーゴン（真木駿一）、ヒュドラム（高橋良輔） | 「The End of LIGHT」 | 特撮テレビドラマ『ウルトラマントリガー NEW GENERATION TIGA』関連曲                                       |
| 11月10日 | THE IDOLM@STER CINDERELLA GIRLS 10th ANNIVERSARY M@GICAL WONDERLAND TOUR!!! MerryMaerchen Land オリジナルCD    | アナスタシア（上坂すみれ） | 「輝く世界の魔法（M@STER VERSION）」 | ゲーム『アイドルマスター シンデレラガールズ』関連曲                                                      |
| 11月24日 | THE IDOLM@STER CINDERELLA MASTER EVERLASTING                                                                   | 本田未央（原紗友里）、辻野あかり（梅澤めぐ）、双葉杏（五十嵐裕美）、木村夏樹（安野希世乃）、アナスタシア（上坂すみれ）、ナターリア（生田輝）、 橘ありす（佐藤亜美菜）、輿水幸子（竹達彩奈）、依田芳乃（高田憂希）、川島瑞樹（東山奈央） | 「EVERLASTING（M@STER VERSION）」 | ゲーム『アイドルマスター シンデレラガールズ』関連曲                                                      |
| 11月24日 | THE IDOLM@STER CINDERELLA MASTER EVERLASTING                                                                   | アナスタシア（上坂すみれ） | 「EVERLASTING（M@STER VERSION）」 | ゲーム『アイドルマスター シンデレラガールズ』関連曲                                                      |
| 11月24日 | プリンセスコネクト！Re:Dive PRICONNE CHARACTER SONG 24                                                         | カオリ（高森奈津美）、スズナ（上坂すみれ）、ニノン（佐藤聡美） | 「Halloween Monster Jam !!!」 | ゲーム『プリンセスコネクト！Re:Dive』挿入歌                                                              |
| 11月24日 | プリンセスコネクト！Re:Dive PRICONNE CHARACTER SONG 24                                                         | スズナ（上坂すみれ） | 「Halloween Monster Jam !!!」 | ゲーム『プリンセスコネクト！Re:Dive』挿入歌                                                              |
| 11月18日 | ボクらの音色                                                                                                   | プラズマジカ | 「ボクらの音色」 | ゲーム『SHOW BY ROCK!! Fes A Live』関連曲                                                                |
| 2022年   | | | | |
| 1月12日  | - | 安德莉亞（上坂すみれ） | 「Glorious Soul」 | ゲーム『阿卡夏計劃』主題曲                                                                               |
| 2月9日   | ウマ娘 プリティーダービー WINNING LIVE 03                                                                      | サイレンススズカ（高野麻里佳）、アグネスタキオン（上坂すみれ） | 「transforming」 | ゲーム『ウマ娘 プリティーダービー』関連曲                                                                |
| 2月9日   | ウマ娘 プリティーダービー WINNING LIVE 03                                                                      | サイレンススズカ（高野麻里佳）、タイキシャトル（大坪由佳）、アグネスデジタル（鈴木みのり）、ミホノブルボン（長谷川育美）、ライスシャワー（石見舞菜香）、アグネスタキオン（上坂すみれ）、シンコウウインディ（高田憂希）、スマートファルコン（大和田仁美）、ハルウララ（首藤志奈）、マチカネフクキタル（新田ひより）、メジロドーベル（久保田ひかり）、キングヘイロー（佐伯伊織） | 「うまぴょい伝説」 | ゲーム『ウマ娘 プリティーダービー』関連曲                                                                |
| 2月9日   | ウマ娘 プリティーダービー WINNING LIVE 03                                                                      | アグネスタキオン（上坂すみれ） | 「ライトレス」 | ゲーム『ウマ娘 プリティーダービー』関連曲                                                                |
| 2月9日   | ウマ娘 プリティーダービー WINNING LIVE 03                                                                      | スペシャルウィーク（和氣あず未）、トウカイテイオー（Machico）、ナリタブライアン（衣川里佳）、シンボリルドルフ（田所あずさ）、セイウンスカイ（鬼頭明里）、アグネスタキオン（上坂すみれ）、マチカネフクキタル（新田ひより）、ミスターシービー（天海由梨奈） | 「winning the soul」 | ゲーム『ウマ娘 プリティーダービー』関連曲                                                                |
| 4月6日   | SHOW BY ROCK!! BEST Selection!!                                                                                | プラズマジカ | 「SNOW LETTER」 | テレビアニメ『SHOW BY ROCK!!』関連曲                                                                     |
| 7月18日  | - | 高輪バーサス戦（上坂すみれ） | 「炎上アリス」 | テレビアニメ『ハナビちゃんは遅れがち』エンディングテーマ                                                 |
| 10月4日  | ウマ娘 プリティーダービー Solo Vocal Tracks Vol.5 －4th EVENT SPECIAL DREAMERS!! EXTRA STAGE－                 | アグネスタキオン（上坂すみれ） | 「We are DREAMERS!!（Game Size）」 | ゲーム『ウマ娘 プリティーダービー』関連曲                                                                |
| 2023年   | | | | |
| 2月8日   | TVアニメ『イジらないで、長瀞さん 2nd Attack』キャラクターソングミニアルバム                                    | 長瀞さん（上坂すみれ）、ガモちゃん（小松未可子）、ヨッシー（鈴木愛奈）、桜（井澤詩織） | 「MY SADISTIC ADOLESCENCE♡」 | テレビアニメ『イジらないで、長瀞さん 2nd Attack』エンディングテーマ                                      |
| 2月8日   | TVアニメ『イジらないで、長瀞さん 2nd Attack』キャラクターソングミニアルバム                                    | 長瀞さん（上坂すみれ）、ガモちゃん（小松未可子）、ヨッシー（鈴木愛奈）、桜（井澤詩織） | 「After School Easy Go!」 | Webラジオ『上坂すみれ×鈴木愛奈のTVアニメ「イジらないで、長瀞さん」らじお〜イジらじ！2nd Attack〜』主題歌 |
| 2月8日   | TVアニメ『イジらないで、長瀞さん 2nd Attack』キャラクターソングミニアルバム                                    | 長瀞さん（上坂すみれ） | 「Play Your Heart」 | テレビアニメ『イジらないで、長瀞さん 2nd Attack』関連曲                                                  |
| 3月8日   | イジらないで、長瀞さん 2nd Attack BD第1巻特典CD                                                                | 長瀞さん（上坂すみれ） | 「MY SADISTIC ADOLESCENCE♡」 | テレビアニメ『イジらないで、長瀞さん 2nd Attack』関連曲                                                  |
| 3月8日   | イジらないで、長瀞さん 2nd Attack BD第1巻特典CD                                                                | 長瀞さん（上坂すみれ） | 「After School Easy Go!」 | テレビアニメ『イジらないで、長瀞さん 2nd Attack』関連曲                                                  |
| 3月15日  | うる星やつら BD&DVD BOX Vol.1                                                                                  | ラム（上坂すみれ） | 「ラムのラブソング」 | テレビアニメ『うる星やつら』挿入歌                                                                       |
| 3月19日  | 勇敢な君に/君のためなら                                                                                        | 長瀞さん（上坂すみれ） | 「勇敢な君に」 | テレビアニメ『イジらないで、長瀞さん 2nd Attack』挿入歌                                                  |
| 3月29日  | アニメ『うまゆる』アルバム                                                                                     | トウカイテイオー（Machico）、メジロマックイーン（大西沙織）、アグネスタキオン（上坂すみれ）、マチカネフクキタル（新田ひより）、ツインターボ（花井美春） | 「ミッドナイト・エピローグ」 | Webアニメ『うまゆる』エンディングテーマ                                                                  |
| 3月29日  | アニメ『うまゆる』アルバム                                                                                     | スペシャルウィーク（和氣あず未）、サイレンススズカ（高野麻里佳）、トウカイテイオー（Machico）、マルゼンスキー（Lynn）、オグリキャップ（高柳知葉）、ゴールドシップ（上田瞳）、ウオッカ（大橋彩香）、ダイワスカーレット（木村千咲）、グラスワンダー（前田玲奈）、メジロマックイーン（大西沙織）、エルコンドルパサー（髙橋ミナミ）、テイエムオペラオー（徳井青空）、シンボリルドルフ（田所あずさ）、エアグルーヴ（青木瑠璃子）、アグネスデジタル（鈴木みのり）、セイウンスカイ（鬼頭明里）、ファインモーション（橋本ちなみ）、マヤノトップガン（星谷美緒）、ユキノビジン（山本希望）、アグネスタキオン（上坂すみれ）、イナリワン（井上遥乃）、ウイニングチケット（渡部優衣）、エアシャカール（津田美波）、トーセンジョーダン（鈴木絵理）、ナカヤマフェスタ（下地紫野）、ナリタタイシン（渡部恵子）、ハルウララ（首藤志奈）、マチカネフクキタル（新田ひより）、メイショウドトウ（和多田美咲）、キングヘイロー（佐伯伊織）、マチカネタンホイザ（遠野ひかる）、ダイタクヘリオス（山根綺）、ツインターボ（花井美春）、シリウスシンボリ（ファイルーズあい）、ツルマルツヨシ（青山吉能）、シンボリクリスエス（春川芽生）、タニノギムレット（松岡美里）、ハッピーミーク（吉咲みゆ） | 「うまぴょい伝説（Game Size）」 | Webアニメ『うまゆる』エンディングテーマ                                                                  |
| 3月29日  | ウマ娘 プリティーダービー WINNING LIVE 11                                                                      | スペシャルウィーク（和氣あず未）、トウカイテイオー（Machico）、テイエムオペラオー（徳井青空）、ナリタブライアン（衣川里佳）、シンボリルドルフ（田所あずさ）、マヤノトップガン（星谷美緒）、マンハッタンカフェ（小倉唯）、アグネスタキオン（上坂すみれ）、アドマイヤベガ（咲々木瞳）、マーベラスサンデー（三宅麻理恵）、ミスターシービー（天海由梨奈）、ツインターボ（花井美春）、サトノダイヤモンド（立花日菜）、キタサンブラック（矢野妃菜喜）、サクラローレル（真野美月）、ナリタトップロード（中村カンナ）、シンボリクリスエス（春川芽生）、タニノギムレット（松岡美里）、メジロラモーヌ（東山奈央）、サトノクラウン（鈴代紗弓）、シュヴァルグラン（夏吉ゆうこ）、ジャングルポケット（藤本侑里） 、カツラギエース（藤原夏海） | 「DRAMATIC JOURNEY」 | ゲーム『ウマ娘 プリティーダービー』関連曲                                                                |
| 3月29日  | ウマ娘 プリティーダービー WINNING LIVE 11                                                                      | スペシャルウィーク（和氣あず未）、トウカイテイオー（Machico）、ウオッカ（大橋彩香）、テイエムオペラオー（徳井青空）、ナリタブライアン（衣川里佳）、シンボリルドルフ（田所あずさ）、マヤノトップガン（星谷美緒）、マンハッタンカフェ（小倉唯）、アグネスタキオン（上坂すみれ）、アドマイヤベガ（咲々木瞳）、マーベラスサンデー （三宅麻理恵）、ミスターシービー（天海由梨奈）、ツインターボ（花井美春）、サトノダイヤモンド（立花日菜）、キタサンブラック（矢野妃菜喜）、ツルマルツヨシ（青山吉能）、サクラローレル（真野美月）、ナリタトップロード（中村カンナ）、シンボリクリスエス（春川芽生）、タニノギムレット（松岡美里）、メジロラモーヌ（東山奈央）、サトノクラウン（鈴代紗弓）、シュヴァルグラン（夏吉ゆうこ）、ジャングルポケット（藤本侑里）、カツラギエース（藤原夏海） | 「うまぴょい伝説」 | ゲーム『ウマ娘 プリティーダービー』関連曲                                                                |
| 3月31日  | 伝えずにはいられないや                                                                                         | プラズマジカ | 「伝えずにはいられないや」 | 『SHOW BY ROCK!!』関連曲                                                                                 |
| 4月5日   | イジらないで、長瀞さん 2nd Attack BD第2巻特典CD                                                                | 姉瀞（南條愛乃） VS 長瀞さん（上坂すみれ） | 「SISTER’S BATTLE」 | テレビアニメ『イジらないで、長瀞さん 2nd Attack』関連曲                                                  |
| 4月19日  | 秘密♡Melody（わたゆり盤）                                                                                      | 白鷺陽芽（小倉唯）、綾小路美月（上坂すみれ） | 「夢が覚めても」 | テレビアニメ『私の百合はお仕事です!』エンディングテーマ                                                  |
| 5月3日   | リアルダイヤモンド/イセカイジュエリー                                                                          | ユミナ（高野麻里佳）、リンゼ（福緒唯）、エルゼ（内田真礼）、八重（赤﨑千夏）、スゥ（山下七海）、リーン（上坂すみれ） | 「イセカイジュエリー」 | テレビアニメ『異世界はスマートフォンとともに。2』エンディングテーマ                                      |
| 5月3日   | リアルダイヤモンド/イセカイジュエリー                                                                          | ユミナ（高野麻里佳）、リンゼ（福緒唯）、エルゼ（内田真礼）、八重（赤﨑千夏）、スゥ（山下七海）、リーン（上坂すみれ）、ルーシア（高木美佑）、ヒルデガルド（芹澤優）、桜（久保田未夢） | 「イセカイジュエリー」 | テレビアニメ『異世界はスマートフォンとともに。2』エンディングテーマ                                      |
| 6月12日  | イセカイジュエリー（リーンver.）                                                                               | リーン（上坂すみれ） | 「イセカイジュエリー」 | テレビアニメ『異世界はスマートフォンとともに。2』関連曲                                                  |
| 7月27日  | OVA『アズールレーン Queen's Orders』Blu-ray特典CD                                                              | クイーン・エリザベス（上坂すみれ） | 「Bloomin'」 | OVA『アズールレーン Queen's Orders』オープニングテーマ                                                   |
| 7月27日  | OVA『アズールレーン Queen's Orders』Blu-ray特典CD                                                              | クイーン・エリザベス（上坂すみれ） | 「いつでもティーパーティ！」 | OVA『アズールレーン Queen's Orders』エンディングテーマ                                                   |
| 7月27日  | OVA『アズールレーン Queen's Orders』Blu-ray特典CD                                                              | クイーン・エリザベス（上坂すみれ） | 「るっくあっとみー！」 | OVA『アズールレーン Queen's Orders』関連曲                                                               |
| 8月9日   | おいでませ！三日月寺                                                                                           | 結月（愛美）、月夜（芹澤優）、海月（山下七海）、ミア（朝日奈丸佳）、カグラ（上坂すみれ） | 「おいでませ！三日月寺」 | テレビアニメ『てんぷる』エンディングテーマ                                                               |
| 8月9日   | おいでませ！三日月寺                                                                                           | ミア（朝日奈丸佳）、カグラ（上坂すみれ） | 「カルチャーギャップ・テンプテーション」 | テレビアニメ『てんぷる』エンディングテーマ                                                               |
| 8月9日   | おいでませ！三日月寺                                                                                           | カグラ（上坂すみれ） | 「カルチャーギャップ・テンプテーション」 | テレビアニメ『てんぷる』関連曲                                                                           |
| 8月30日  | プログラミング・プロムナード                                                                                   | 暮井慧（上坂すみれ） | 「プログラミング・プロムナード」 | IT・開発系コミュニティ『プログラミング生放送』関連楽曲                                                   |
| 9月16日  | ウマ娘 プリティーダービー Solo Vocal Tracks Vol.7 5th EVENT ARENA TOUR GO BEYOND -GAZE-                        | アグネスタキオン（上坂すみれ） | 「Everlasting BEATS（Game Size）」 「Ms. VICTORIA（Game Size）」 「DRAMATIC JOURNEY（Game Size）」 | ゲーム『ウマ娘 プリティーダービー』関連曲                                                                |
| 9月27日  | TVアニメ「スパイ教室」スペシャルエンディングテーマCD File.03                                                   | ティア（上坂すみれ） | 「ドレス・ハート・ルージュ」 | テレビアニメ『スパイ教室』エンディングテーマ                                                             |
| 9月27日  | 六道の悪女たち Blu-ray下巻特典CD                                                                               | 向日葵乱奈（上坂すみれ） | 「初恋とバイオレンス」 | テレビアニメ『六道の悪女たち』関連曲                                                                     |
| 12月27日 | 大大大大大好きな君へ♡                                                                                          | 花園羽々里（上坂すみれ） | 「今日のエンディングは私が買い取ったから好きにしていいわよね♡」 | テレビアニメ『君のことが大大大大大好きな100人の彼女』エンディングテーマ                                  |
| 2024年   | | | | |
| 1月21日  | 澄んだ青空、萌ゆる心                                                                                           | カスミ（上坂すみれ）、ユカリ（村上まなつ）、モミジ（大亀あすか）、ハレ（貝原怜奈）、エイミ（松永あかね） | 「澄んだ青空、萌ゆる心」 | ゲーム『ブルーアーカイブ -Blue Archive-』関連曲                                                          |
| 3月6日   | ウマ娘 プリティーダービー WINNING LIVE 16                                                                      | スペシャルウィーク（和氣あず未）、オグリキャップ（高柳知葉）、ゴールドシップ（上田瞳）、ナリタブライアン（衣川里佳）、タマモクロス（大空直美）、マンハッタンカフェ（小倉唯）、アグネスタキオン（上坂すみれ）、サトノダイヤモンド（立花日菜）、キタサンブラック（矢野妃菜喜）、サクラローレル（真野美月）、ヴィルシーナ（奥野香耶）、ジャングルポケット（藤本侑里）、ドゥラメンテ（秋奈）、ラインクラフト（小島菜々恵）、シーザリオ（佐藤榛夏)、オルフェーヴル（日笠陽子）、ジェンティルドンナ（芹澤優）、ウインバリアシオン（月城日花） | 「U.M.A. NEW WORLD!!」 | ゲーム『ウマ娘 プリティーダービー』関連曲                                                                |
| 3月6日   | ウマ娘 プリティーダービー WINNING LIVE 16                                                                      | スペシャルウィーク（和氣あず未）、オグリキャップ（高柳知葉）、ゴールドシップ（上田瞳）、ナリタブライアン（衣川里佳）、タマモクロス（大空直美）、マンハッタンカフェ（小倉唯）、アグネスタキオン（上坂すみれ）、サトノダイヤモンド（立花日菜）、キタサンブラック（矢野妃菜喜）、サクラローレル（真野美月）、サトノクラウン（鈴代紗弓）、シュヴァルグラン（夏吉ゆうこ）、ヴィルシーナ（奥野香耶）、ジャングルポケット（藤本侑里）、ドゥラメンテ（秋奈）、ラインクラフト（小島菜々恵）、シーザリオ（佐藤榛夏）、オルフェーヴル（日笠陽子）、ジェンティルドンナ（芹澤優）、ウインバリアシオン（月城日花） | 「うまぴょい伝説」 | ゲーム『ウマ娘 プリティーダービー』関連曲                                                                |
| 5月24日  | 劇場版『ウマ娘 プリティーダービー 新時代の扉』オリジナル・サウンドトラック                                     | ジャングルポケット（藤本侑里）、アグネスタキオン（上坂すみれ）、マンハッタンカフェ（小倉唯）、ダンツフレーム（福嶋晴菜） | 「Ready!! Steady!! Derby!!」 | 劇場アニメ『ウマ娘 プリティーダービー 新時代の扉』主題歌                                                 |
| 5月24日  | 劇場版『ウマ娘 プリティーダービー 新時代の扉』オリジナル・サウンドトラック                                     | ジャングルポケット（藤本侑里）、アグネスタキオン（上坂すみれ）、マンハッタンカフェ（小倉唯）、ダンツフレーム（福嶋晴菜） | 「PRISMATIC SPURT!!!!」 | 劇場アニメ『ウマ娘 プリティーダービー 新時代の扉』挿入歌                                                 |
| 5月24日  | 劇場版『ウマ娘 プリティーダービー 新時代の扉』オリジナル・サウンドトラック                                     | ジャングルポケット（藤本侑里）、アグネスタキオン（上坂すみれ）、マンハッタンカフェ（小倉唯）、ダンツフレーム（福嶋晴菜）、フジキセキ（松井恵理子）、テイエムオペラオー（徳井青空）、ナリタトップロード（中村カンナ）、メイショウドトウ（和多田美咲）、アドマイヤベガ（咲々木瞳）、オグリキャップ（高柳知葉）、ダイワスカーレット（木村千咲）、アグネスデジタル（鈴木みのり）、ユキノビジン（山本希望）、ライスシャワー（石見舞菜香）、エアシャカール（津田美波）、カレンチャン（篠原侑）、ゴールドシチー（香坂さき）、トーセンジョーダン（鈴木絵理）、ハルウララ（首藤志奈）、キングヘイロー（佐伯伊織）、ヒシミラクル（春日さくら） | 「うまぴょい伝説」 | 劇場アニメ『ウマ娘 プリティーダービー 新時代の扉』エンディングテーマ                                     |
| 6月26日  | ウマ娘 プリティーダービー WINNING LIVE 19                                                                      | マンハッタンカフェ（小倉唯）、アグネスタキオン（上坂すみれ） | 「Mystery x Chemistry」 | ゲーム『ウマ娘 プリティーダービー』関連曲                                                                |
| 6月26日  | ウマ娘 プリティーダービー WINNING LIVE 19                                                                      | ネオ・ネオユニヴァース（白石晴香）、ネオ・アグネスタキオン（上坂すみれ）、ヴィブロス・ネオ（伊藤彩沙）、ネオ・アドマイヤベガ（咲々木瞳）、ミホノブルボンSJ（長谷川育美）、ハロン（咲々木瞳） | 「宇宙走娘<コスモピュエラ> 銀河冒険譚」 | ゲーム『ウマ娘 プリティーダービー』関連曲                                                                |
| 6月26日  | ウマ娘 プリティーダービー WINNING LIVE 19                                                                      | ネオ・ネオユニヴァース（白石晴香）、ネオ・アグネスタキオン（上坂すみれ）、ヴィブロス・ネオ（伊藤彩沙）、ネオ・アドマイヤベガ（咲々木瞳）、ミホノブルボンSJ（長谷川育美） | 「宇宙走娘<コスモピュエラ> 銀河冒険譚 -セリフハナイヤツダロン-」 | ゲーム『ウマ娘 プリティーダービー』関連曲                                                                |
| 6月26日  | ウマ娘 プリティーダービー WINNING LIVE 19                                                                      | マンハッタンカフェ（小倉唯）、ミホノブルボン（長谷川育美）、アグネスタキオン（上坂すみれ）、アドマイヤベガ（咲々木瞳）、ヴィブロス（伊藤彩沙）、ダンツフレーム（福嶋晴菜）、ジャングルポケット（藤本侑里）、スティルインラブ（宮下早紀）、ネオユニヴァース（白石晴香）、ラインクラフト（小島菜々恵）、シーザリオ（佐藤榛夏）、エアメサイア（根本優奈）、デアリングハート（希水しお） | 「うまぴょい伝説」 | ゲーム『ウマ娘 プリティーダービー』関連曲                                                                |
| 11月20日 | TVアニメ「甘神さんちの縁結び」キャラクターソングミニアルバム「君に恋を結んで」                                 | 甘神三姉妹 | 「君に恋を結んで」 | テレビアニメ『甘神さんちの縁結び』エンディングテーマ                                                     |
| 11月20日 | TVアニメ「甘神さんちの縁結び」キャラクターソングミニアルバム「君に恋を結んで」                                 | 甘神三姉妹 | 「桜のかくしごと」 | ラジオ『甘神さんちの縁結び 猫と紡ぐラジオ』テーマソング                                                  |
| 11月20日 | TVアニメ「甘神さんちの縁結び」キャラクターソングミニアルバム「君に恋を結んで」                                 | 甘神夜重（上坂すみれ） | 「夜空に引いた線」 | テレビアニメ『甘神さんちの縁結び』関連曲                                                                 |
| 2025年   | | | | |
| 2月5日   | ありがと、大好きになってくれて                                                                                 | 恋太郎ファミリー | 「ありがと、大好きになってくれて」 | テレビアニメ『君のことが大大大大大好きな100人の彼女』第2期オープニングテーマ                             |
| 3月19日  | 恋太郎ファミリー歌謡祭                                                                                         | 花園羽々里（上坂すみれ） | 「drowning in deep love」 | テレビアニメ『君のことが大大大大大好きな100人の彼女』第2期挿入歌                                         |
| 3月19日  | TVアニメ「甘神さんちの縁結び」キャラクターソングミニアルバム「Pray Pray Pray」                                 | 甘神三姉妹 | 「Pray Pray Pray」 | テレビアニメ『甘神さんちの縁結び』オープニングテーマ                                                     |
| 3月19日  | TVアニメ「甘神さんちの縁結び」キャラクターソングミニアルバム「Pray Pray Pray」                                 | 甘神三姉妹 | 「夢見る日和」 | ラジオ『甘神さんちの縁結び 猫と紡ぐラジオ』テーマソング                                                  |
| 3月19日  | TVアニメ「甘神さんちの縁結び」キャラクターソングミニアルバム「Pray Pray Pray」                                 | 甘神夜重（上坂すみれ） | 「はじめての色」 | テレビアニメ『甘神さんちの縁結び』関連曲                                                                 |
| 5月21日  | THE IDOLM@STER CINDERELLA GIRLS STARLIGHT MASTER CRYSTAL QUALIA 05 スマイルファンタジー                        | 道明寺歌鈴（新田ひより）、鷹富士茄子（森下来奈）、城ヶ崎莉嘉（山本希望）、川島瑞樹（東山奈央）、アナスタシア（上坂すみれ） | 「スマイルファンタジー（M@STER VERSION）」 | ゲーム『アイドルマスター シンデレラガールズ スターライトステージ』関連曲                                 |
| 5月21日  | THE IDOLM@STER CINDERELLA GIRLS STARLIGHT MASTER CRYSTAL QUALIA 05 スマイルファンタジー                        | アナスタシア（上坂すみれ） | 「スマイルファンタジー（M@STER VERSION）」 | ゲーム『アイドルマスター シンデレラガールズ スターライトステージ』関連曲                                 |

### その他参加楽曲
| 発売日         | 商品名                                                 | 歌                                                 | 楽曲                                                 | 備考                                                      |
| -------------- | ------------------------------------------------------ | -------------------------------------------------- | ---------------------------------------------------- | --------------------------------------------------------- |
| 2014年3月26日  | Open Tuning                                            | .lady.                                             | 「Open Tuning」                                      | ラジオ『A&G NEXT GENERATION Lady Go!!』オープニングテーマ |
| 2014年3月26日  | Open Tuning                                            | .lady.                                             | 「星を捜して」                                       | ラジオ『A&G NEXT GENERATION Lady Go!!』エンディングテーマ |
| 2015年6月3日   | Progression                                            | .lady.                                             | 「Progression」                                      | ラジオ『A&G NEXT GENERATION Lady Go!!』オープニングテーマ |
| 2015年6月3日   | Progression                                            | .lady.                                             | 「A Little Magic」                                   | ラジオ『A&G NEXT GENERATION Lady Go!!』エンディングテーマ |
| 2015年6月24日  | ベストかまってちゃん                                   | 神聖かまってちゃん feat.上坂すみれ                 | 「笛吹き花ちゃん」                                   |                                                           |
| 2017年6月21日  | +INTERSECT+                                            | 内田真礼 featuring上坂すみれ                       | 「魔女になりたい姫と姫になりたい魔女のラプソディー」 |                                                           |
| 2017年11月15日 | Magical Circle                                         | TECHNOBOYS PULCRAFT GREEN-FUND featuring上坂すみれ | 「ロ・ロ・ロ・ロシアン・ルーレット」                 |                                                           |
| 2020年12月23日 | AKIBA-POPИSCRIPTER 〜MOSAIC.WAV GAME SONG COLLECTION〜 | 上坂すみれ                                         | 「洗脳搾取虎の巻」                                   | 初回限定盤の特典CDのみに収録                              |
| 2022年8月24日  | ねこねこヘヴン feat.上坂すみれ                         | ザ・リーサルウェポンズ                             | 「ねこねこヘヴン feat.上坂すみれ」                   |                                                           |
| 2023年11月8日  | 林哲司 50周年トリビュート『サウダージ』                | 上坂すみれ                                         | 「Dang Dang 気になる」                               | [ 388 ]                                                   |

## ライブ・イベント

### 合同ライブ
| 出演日               | タイトル                                                                                        | 会場                                     |
| -------------------- | ----------------------------------------------------------------------------------------------- | ---------------------------------------- |
| 2013年5月29日        | TOWER RECORDS presents アニ☆ソン！ NO ANIME, NO LIFE                                            | Shibuya O-EAST（東京都）                 |
| 2013年8月24日        | Animelo Summer Live 2013 -FLAG NINE-                                                            | さいたまスーパーアリーナ（埼玉県）       |
| 2013年11月24日       | J-FEST 2013                                                                                     | コスモスホテル（モスクワ・ロシア）       |
| 2014年1月19日        | ミュ〜コミ+プラス presents アニメ紅白歌合戦vol.3                                                | 国立代々木競技場 第一体育館（東京都）    |
| 2014年4月5日         | THE IDOLM@STER CINDERELLA GIRLS 1stLIVE WONDERFUL M@GIC!!                                       | 舞浜アンフィシアター（千葉県）           |
| 2014年5月17日        | Super★Premium vol.5                                                                             | Zepp Nagoya（愛知県）                    |
| 2014年8月30日        | Animelo Summer Live 2014 -ONENESS-                                                              | さいたまスーパーアリーナ（埼玉県）       |
| 2014年9月23日        | 鬱フェス2014                                                                                    | TSUTAYA O-EAST（東京都）                 |
| 2014年11月23日       | Re:animation 7 ‐Rave in NAKANO‐                                                                 | 中野駅北口暫定広場（東京都）             |
| 2014年11月30日       | THE IDOLM@STER CINDERELLA GIRLS 2ndLIVE PARTY M@GIC!!                                           | 国立代々木第一体育館（東京都）           |
| 2015年2月28日        | ANIMAX MUSIX 2015 OSAKA                                                                         | オリックス劇場（大阪府）                 |
| 2015年6月20日 - 21日 | KING SUPER LIVE 2015                                                                            | さいたまスーパーアリーナ（埼玉県）       |
| 2015年9月26日        | STARCHILD presents LIVE NEXUS 2015                                                              | 恵比寿ザ・ガーデンホール（東京都）       |
| 2015年12月22日       | 清 竜人ハーレム♡フェスタ2016 Vol.5                                                              | Shibuya O-EAST（東京都）                 |
| 2016年10月16日       | THE IDOLM@STER CINDERELLA GIRLS 4thLIVE TriCastle Story 346 Castle                              | さいたまスーパーアリーナ（埼玉県）       |
| 2017年3月5日         | KING SUPER LIVE 2017 TRINITY                                                                    | 日本武道館（東京都）                     |
| 2017年5月13日・14日  | THE IDOLM@STER CINDERELLA GIRLS 5thLIVE TOUR Serendipity Parade!!! 宮城公演                     | セキスイハイムスーパーアリーナ（宮城県） |
| 2017年8月12日        | THE IDOLM@STER CINDERELLA GIRLS 5thLIVE TOUR Serendipity Parade!!! さいたまスーパーアリーナ公演 | さいたまスーパーアリーナ（埼玉県）       |
| 2017年8月27日        | Animelo Summer Live 2017 -THE CARD-                                                             | さいたまスーパーアリーナ（埼玉県）       |
| 2018年8月26日        | Animelo Summer Live 2018 “OK!”                                                                  | さいたまスーパーアリーナ（埼玉県）       |
| 2018年9月24日        | KING SUPER LIVE 2018                                                                            | 東京ドーム（東京都）                     |
| 2018年9月30日        | KING SUPER LIVE 2018 in TAIWAN                                                                  | 国立体育大学体育館（桃園・台湾）         |
| 2018年10月14日       | KING SUPER LIVE 2018 in SHANGHAI                                                                | メルセデス・ベンツアリーナ（上海・中国） |
| 2018年11月11日       | THE IDOLM@STER CINDERELLA GIRLS 6thLIVE MERRY-GO-ROUNDOME!!!                                    | メットライフドーム（埼玉県）             |
| 2019年5月25日        | 清 竜人ハーレム♡フェスタ2019 10th ANNIVERSARY & 30th BIRTHDAY                                   | STUDIO COAST（東京都）                   |
| 2019年9月1日         | Animelo Summer Live 2019 -STORY-                                                                | さいたまスーパーアリーナ（埼玉県）       |
| 2019年9月28日        | スター☆トゥインクルプリキュアLIVE2019 KIRA☆YABA!イマジネーションライブ                          | 昭和女子大学人見記念講堂（東京都）       |
| 2021年12月31日       | 第5回ももいろ歌合戦 〜届け！希望の彼方へ〜                                                      | 日本武道館（東京都）                     |
| 2022年1月29日・30日  | THE IDOLM@STER CINDERELLA GIRLS 10th ANNIVERSARY M@GICAL WONDERLAND TOUR!!! Tropical Land       | 会場不明                                 |
| 2022年2月12日        | オダイバ!!超次元音楽祭 -ヨコハマからハッピーバレンタインフェス2022- DAY1                        | ぴあアリーナMM（神奈川県）               |
| 2023年1月28日        | リスアニ!LIVE 2023 SATURDAY STAGE                                                               | 日本武道館（東京都）                     |
| 2023年7月16日        | ウマ娘 プリティーダービー 5th EVENT ARENA TOUR GO BEYOND -WISH-                                 | ぴあアリーナMM（神奈川県）               |
| 2023年8月26日        | Animelo Summer Live 2023 -AXEL-                                                                 | さいたまスーパーアリーナ（埼玉県）       |
| 2023年9月16日        | ナガノアニエラフェスタ2023                                                                      | 佐久市駒場公園（長野県）                 |
| 2023年9月18日        | 鬱フェス2023                                                                                    | CLUB CITTA'（神奈川県）                  |
| 2023年11月11日       | ザ・リーサルウェポンズ 地獄の国技館バトルロイヤル                                               | 両国国技館（東京都）                     |
| 2023年11月18日       | ANIMAX MUSIX 2023                                                                               | 横浜アリーナ（神奈川県）                 |
| 2023年12月9日        | 異次元フェス アイドルマスター★♥ラブライブ!歌合戦 DAY1                                           | 東京ドーム（東京都）                     |
| 2024年1月21日        | 全プリキュア 20th Anniversary LIVE!                                                             | 横浜アリーナ（神奈川県）                 |
| 2024年2月24日        | オダイバ!!超次元音楽祭 フユフェス2024 DAY1                                                      | ぴあアリーナMM（神奈川県）               |
| 2024年5月11日・12日  | KING SUPER LIVE 2024                                                                            | Kアリーナ横浜（神奈川県）                |

## 書籍

### 連載
- 声優グランプリ「上坂すみれの同志諸君に告ぐ♥」（2012年6月号 - ）
- 月刊ニュータイプ「UESAKA JAPAN〜上坂すみれの日本礼賛〜」（2014年11月号 - 2022年2月号）
- TV Bros. WEB「すみぺ♡は〜どこあ」（2021年7月 - ）
- 月刊ニュータイプ「上坂すみれ のえすえふ倶楽部」（2022年4月号 - ）

### フォトブック
- すみぺの傾向と対策（2013年12月18日、主婦の友社）ISBN 978-4-07-289839-0
- すみぺのちょっとだけ混沌（2015年12月19日、主婦の友社）ISBN 978-4-07-401242-8
- 25YEARS STYLE BOOK Sumipedia（2016年12月19日、祥伝社）ISBN 978-4-396-43076-4[392]
- すみぺのフラッシュバック マイライフ（2018年12月19日、主婦の友社）ISBN 978-4-07-433740-8
- すみぺのAtoZ（2020年12月19日、主婦の友社）ISBN 978-4-07-445386-3
- UESAKA JAPAN! すみれ見聞録（2021年12月19日、KADOKAWA）ISBN 978-4-04-111684-5
- 大祝賀本 上坂すみれアーティスト活動10周年記念書籍（2024年7月29日、KADOKAWA）ISBN 978-4-04-113834-2
- 上坂すみれフォトブック すみぺのほっこり本（2025年3月14日、イマジカインフォス）ISBN 978-4-07-461161-4[393]

### 写真集
- UESAKA JAPAN!諸国漫遊の巻（2018年2月14日、KADOKAWA）ISBN 978-4-04-106479-5
- すみれいろ（2019年12月19日、東京ニュース通信社、撮影：桑島智輝） ISBN 978-4-86701-006-8
- すみれのゆめ（2022年11月11日 、東京ニュース通信社） ISBN 978-4-86701-488-2[394][395]

### ムック
- 別冊spoon. vol.45（2013年12月21日、プレビジョン）ISBN 978-4-04-898229-0

### 単行本
- 世界でいちばんユニークなニッポンだからできること 〜僕らの文化外交宣言〜（2013年11月1日、パルコ出版、櫻井孝昌との共著）ISBN 978-4-86506-043-0
- 世界を平和にするためのささやかな提案（14歳の世渡り術シリーズ）（2015年、河出書房新社、黒柳徹子他20名との共著。「オマージュで遊ぶ」を寄稿）ISBN 978-4-309-61694-0

### カレンダー
- 上坂すみれ カレンダー 2014年（2013年11月20日、株式会社 ハゴロモ）
- 上坂すみれ カレンダー 2015年（2014年9月24日、株式会社 ハゴロモ）
- 上坂すみれ カレンダー 2016年（2015年9月2日、株式会社 ハゴロモ）
- 上坂すみれ カレンダー 2017年（2016年8月31日、株式会社 ハゴロモ）
- 上坂すみれ カレンダー 2018年（2017年8月17日、株式会社 ハゴロモ）
- 上坂すみれ カレンダー 2019年（2018年11月24日、株式会社 ハゴロモ）
- 上坂すみれ カレンダー 2020年（2019年11月16日、株式会社 ハゴロモ）
- 上坂すみれ カレンダー 2022年（2021年11月27日、株式会社 ハゴロモ）
- 上坂すみれ 2023年 ボイスAR付きカレンダー（2022年11月19日、株式会社 ハゴロモ）
- 上坂すみれ 2023年 4月始まり卓上カレンダー（2023年2月27日、株式会社 ハゴロモ）

### トレーディングカード
- Voice Actor Card Collection VOL.06 上坂すみれ「すみぺあつめ」（2021年3月12日、ブシロードメディア）[396]

### その他
- 上坂すみれの文化部は大手町を歩く（2016年9月1日、インプレスR＆D）ISBN 978-4-8443-9748-9 - 電子書籍版あり
- 上坂すみれの文化部は大手町を歩くVol.2（2017年1月13日、インプレスR＆D）ISBN 978-4-8443-9742-7 - 電子書籍版あり
- 上坂すみれの文化部は大阪を歩く（2017年9月1日、インプレスR＆D）ISBN 978-4-8443-9789-2 - 電子書籍版あり